# Szent Korona

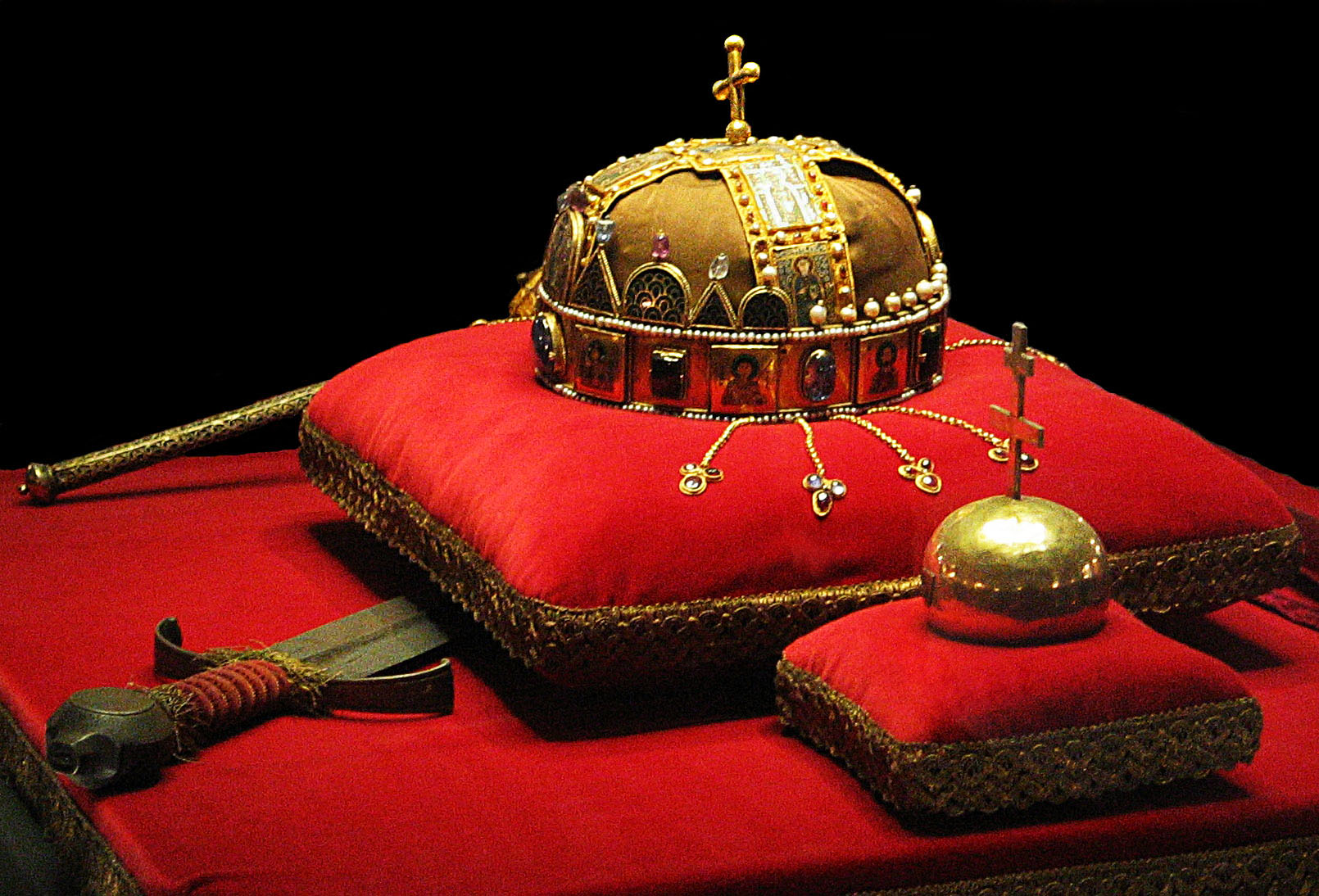
A földrengésbiztos vitrinben őrzött Szent Korona az Országház kupolacsarnokában. A szakrális tárgyat állaga megóvása érdekében levegő helyett nitrogén veszi körül. Megvilágítása során nem éri természetes fény

A magyar Szent Korona Európa egyik legrégebben használt és mai napig épségben megmaradt beavató koronája. A magyar államiság egyik jelképe, mely végigkísérte a magyar történelmet legalább a 12. századtól napjainkig. A gyakori trónviszályok idején birtoklása nagy előnyt biztosított a királyi hatalomért folytatott harcban. A Szent Korona állami jelképi funkciójára épült a Szent Korona-tan, a magyar államjog fejlődésének egyik kiindulópontja. Ez a magyar alkotmányosság alapja volt az Anjou-kor végétől egészen a második világháború végéig. Ezen államelméleti koncepció szerint az ország alaptörvényének és jogrendszerének végső forrása a Szent Korona, és mint jogi személy, a Magyar Államnak felel meg. A történelmi hagyomány szerint I. István király a halála előtti napon, 1038. augusztus 14-én a Szent Korona képében felajánlotta Magyarországot Szűz Máriának. Ezzel elkezdődött az a történelmi folyamat, amelynek során a Magyar Királyság koronázási ékszeréből a magyar államiság jelképe lett.
Hasonló, de máig élő jogi vonatkozásokat is tartalmazó koncepció épült ki a brit korona körül. A korona az angol jog szerint olyan jogi személyiségű örökíthető hivatal (corporation sole), amely a végrehajtó hatalom jogi megtestesülését képviseli. A koronák mint tárgyak (mint az angol vagy a skót koronaékszerek) a Korona tulajdonát képezik és nem az uralkodóét. A Korona egy absztrakt metonimikus képzet, amely a kormány létezésének jogi alapját biztosítja.
A magyar hagyományban sok évszázadon át Szent István koronájaként tartották számon, külföldön sokfelé ma is így nevezik. A Szent Korona tudományos kutatásának két évszázados története és az elvégzett ötvösszakmai vizsgálatok nyomán a tudományos közösség számára elfogadottá vált, hogy a ma vizsgálható korona két különböző tárgy, azaz a „görög korona” (Corona Graeca) és az úgynevezett „latin korona” (Corona Latina) egyesítéséből jött létre, mely utóbbi nem feltétlenül korona, hanem valami más kegytárgy is lehetett. Az összeillesztés minősége messze elmarad az egyes részek ötvösszakmai színvonalától. Egyes feltételezések szerint a két részt III. Béla (1172–1196) korában állították össze Magyarországon. A két összetevő pontos származásáról, eredeti rendeltetéséről azonban még nem alakult ki teljes tudományos konszenzus. Az elfogadott elmélet elutasítja azokat az elképzeléseket, amelyek szerint a korona egységes tervezésű, sosem állt két önálló darabból, és a szegecses összeillesztés a lehető legjobb, legcélszerűbb megoldás.
A Szent Korona jelentőségét fémjelzi az az általánosan elfogadott szokásjog, miszerint csak az lehetett Magyarország törvényes uralkodója, akit a bizonyos három feltétel teljesítésével avattak királlyá. Eszerint csak a székesfehérvári Nagyboldogasszony-bazilikában az esztergomi érsek által celebrált misén a Szent Koronával hitelesített koronázás számított érvényesnek.

## Készítése, kialakulása
A korona létrejöttéről, formájáról korabeli írásos források nem maradtak fenn. A tudományos kutatások számára az egyetlen fogódzót ezért magának a királyi fejéknek a vizsgálata jelenti. A Szent Korona anyagának, szerkezetének, valamint keletkezésének vizsgálata ezért szorosan összefügg egymással. A legkorábbi származástörténeti okirata a 12. század eleji Hartvici episcopi Vita S. Stephani regis mely szerint Szent István II. Szilveszter pápától kapott koronát. 

### A korona létrejötte és szerkezete

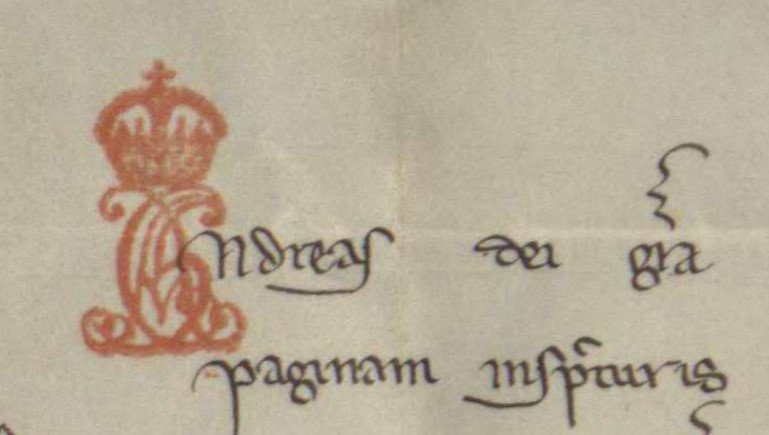
Koronaszimbólum III. András 1291-es okiratán (DLDF 1327)

A Szent Korona tudományos kutatásának két évszázados története és a rendszerváltás után elvégzett ötvösszakmai vizsgálat nyomán a tudomány számára elfogadottá vált, hogy a korona két, markánsan elkülönülő részből, a görög koronából (Corona Graeca) és az úgynevezett latin koronából (Corona Latina) áll. Az összeillesztés minősége és a görög korona díszítése messze elmarad a keresztpánt és az általában a zománcképek minőségétől. Vannak azonban olyan, tudományosan megalapozatlan vélemények is, melyek szerint egységes tervek alapján sőt egyszerre készült, és a szegecses összeillesztés  megoldása a legjobb variáció, a felhevítés által okozott roncsolás elkerülésére.

### A korona egészének rövid leírása

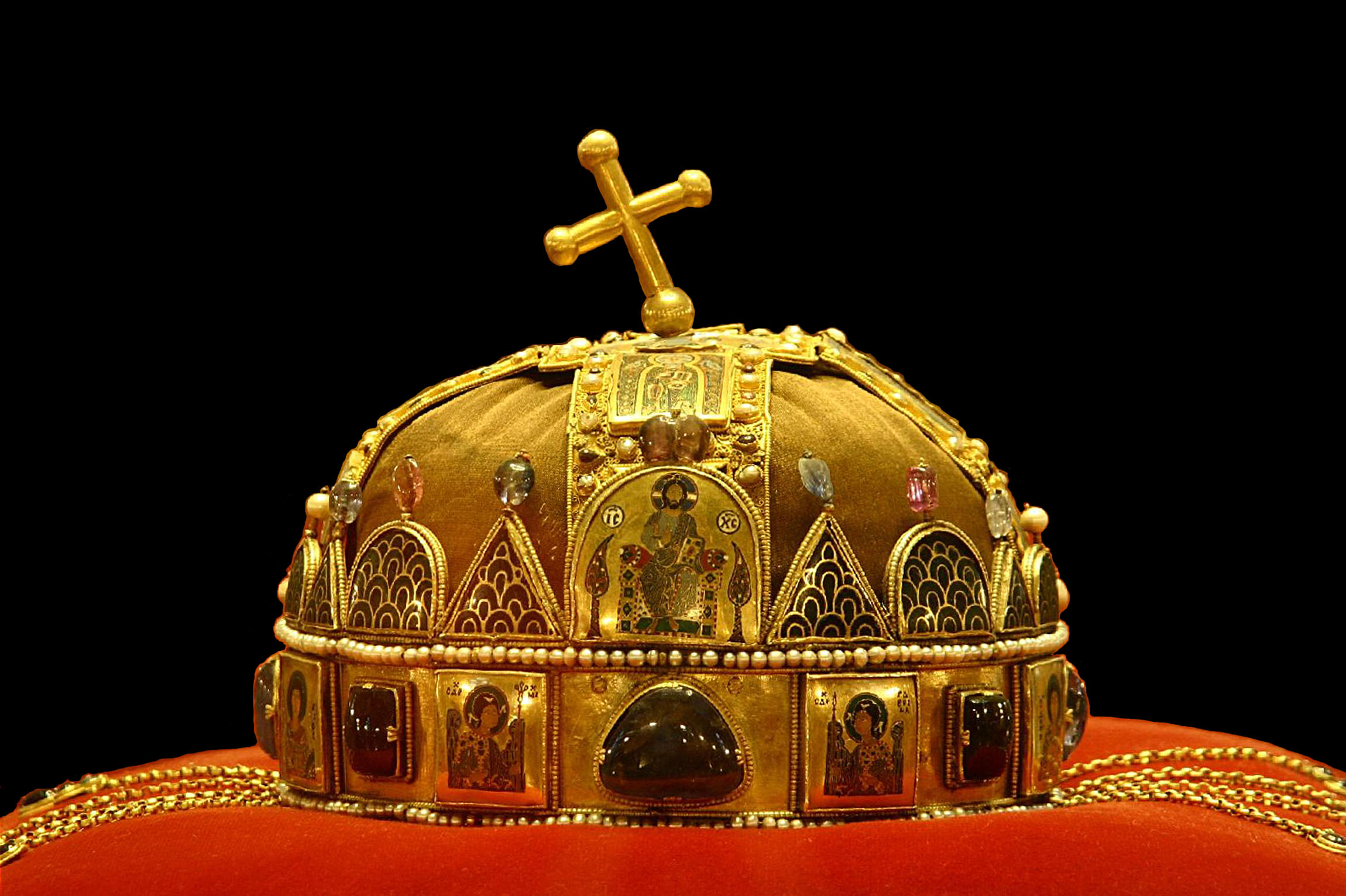

A korona aranyból készült, rekeszzománc képekkel és igazgyöngyökkel, drágakövekkel van díszítve. Felső része sötétebb, tisztább aranyból készült négy, 51 mm széles aranypánt. Alsó része egy nagyobb ezüsttartalmú, ezért szilárdabb, világosabb aranyból készült abroncs, amelynek rekeszzománc képein görög feliratok vannak.
A korona magassága a tetején ferdén álló latin kereszt nélkül 127 mm. Az alsó koronarész legnagyobb átmérője 216 mm, a legkisebb 204 mm, kerülete 720 mm. Két oldalán négy-négy, hátul egy 10–13 cm hosszú aranylánc (pendilia) lóg le róla, amelyek végén lóhere alakú foglalatban féldrágakövek vannak.
A korona felső részét filigrán díszíti, a pántok szélén igazgyöngy és almandin ékkövek sorakoznak váltakozva, foglalatban. A zománclemezek kétrétegűek és az alsó süllyesztett is amiben a zománc ül, a felirataik latin nyelvűek. A görög koronán nincs filigrán, a gyöngysort drótra felhúzva rögzítették, a zománcképek a lemezek belső mélyedésébe illeszkednek és nem a teljes felületüket borítják. A görög koronán az oromdíszeket és az abroncs peremét gyöngyözött aranydrót kíséri, amelynek megmunkálása más, mint a latin korona pántjait szegélyező gyöngyözött aranydróté.

### Corona Graeca
A görög korona abroncsán elöl és kétoldalt fültől-fülig háromszög alakú és félköríves oromzatok váltakoznak. Minden oromzat csúcsán egy-egy színes (vörös, kék, fehér) ékkő vagy gyöngy ül. Az oromzatok zöldes mintázatai áttetszőek. Az abroncs hátsó részét az oromzatok helyett nagy gyöngyök díszítik.
A korona központi helyén, az abroncson a homlok felett, 47 mm magas és 55 mm széles keretben a trónuson ülő világbíró Krisztus, görög szóval a Pantokrátor teljes alakos képe látható. Krisztus fejét keresztes dicsfény övezi. Jobbját a görög liturgia szerinti mozdulattal áldásra emeli, baljában az „élet könyvét” tartja. A trónus két oldalán egy-egy ciprusfa áll, felettük Krisztus monogramja olvasható görög betűkkel. A Pantokrátor képe a koronán az uralkodói hatalom isteni eredetét emeli ki.
A hátoldal közepén 40 mm magas és 45 mm széles keretben Dukász Mihály portréja látható, a görög felirat szerint "Mihály, a rómaiak (értsd: a bizánciak) Krisztusban hívő császára, a Dukász", a bizánci uralkodó jellegzetes viseletében. Koronás fejét kékeszöld fény veszi körül, jobbjában a labarum, a nyugat-európai jogarnak megfelelő uralkodói jelvény, bal kezében a kard látható. Császári tisztét az is hangsúlyozza, hogy nevének betűi – csakúgy, mint a császári okleveleken az uralkodó aláírása – vörös színűek. Dukász Mihály portréja, ha hátul is, a Pantokrátorhoz hasonlóan az abroncs fölé került, így megelőzte az ott található szenteket is, hangsúlyozva ezzel is a császár hatalmát.
Az abroncson a zománcképek között nyolc négyszögletű közti-mezőn egy-egy nagyobb kő helyezkedik el. Ezek váltakozva: két almandin, három zafír, kettő zöld üveg, egy akvamarin. Elöl, a Pantokrátor alatt kétoldalt Mihály és Gábriel arkangyalok képei láthatóak, kezükben három ágban végződő hírnöki pálcával. A bizánci egyházi hagyomány szerint ők közvetítik a koronát Krisztustól az uralkodó számára. A két oldalon Szent György és Szent Demeter, a harcos szentek képei következnek lándzsával; majd Szent Damján és Szent Kozma, az orvosszentek következnek.
Az abroncs hátulján, Dukász Mihály alatt, vele háromszöget alkotva Konstantin társcsászár, Dukász Mihály fia és trónörököse (egyes kutatók szerint a korábbi társcsászár, Dukász Mihály szintén Konstantin nevű fivére, vagy VII bíborban született Konstantin), valamint Géza következik. Géza képének felirata a következő: Гєωβιτzас Пιсτос Κρаλңс Τоυрхιас (átírásban: Geóbitzasz pisztosz kralész Turkhiasz), amit így lehet fordítani: „Geobitzasz, Turkia hívő királya”. A „Geobitzasz” a magyar Géza név bizánci formája, míg „Turkia” megfelel Magyarország hagyományos bizánci elnevezésének. Géza nevét kék betűkkel írták ki. Fejét nem övezi dicsfény, ami az alacsonyabb rangra utalhat.

#### A Dukász-lemez problematikája és a női korona kérdése

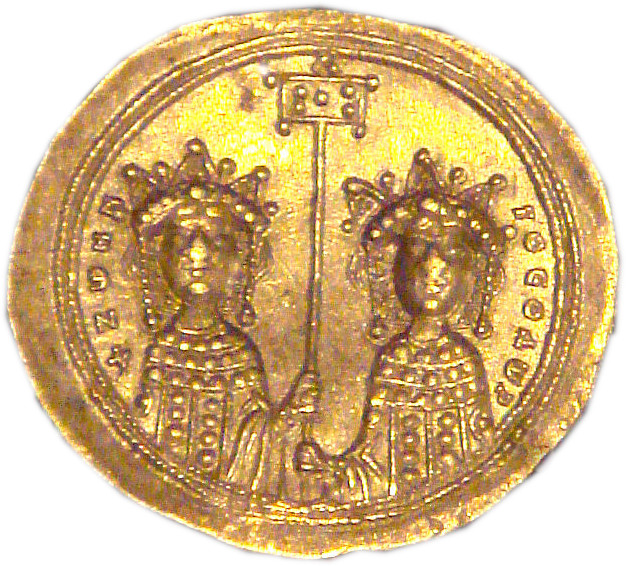
Zoé és Theodóra császárnők érme a bizánci női korona ábrázolásával

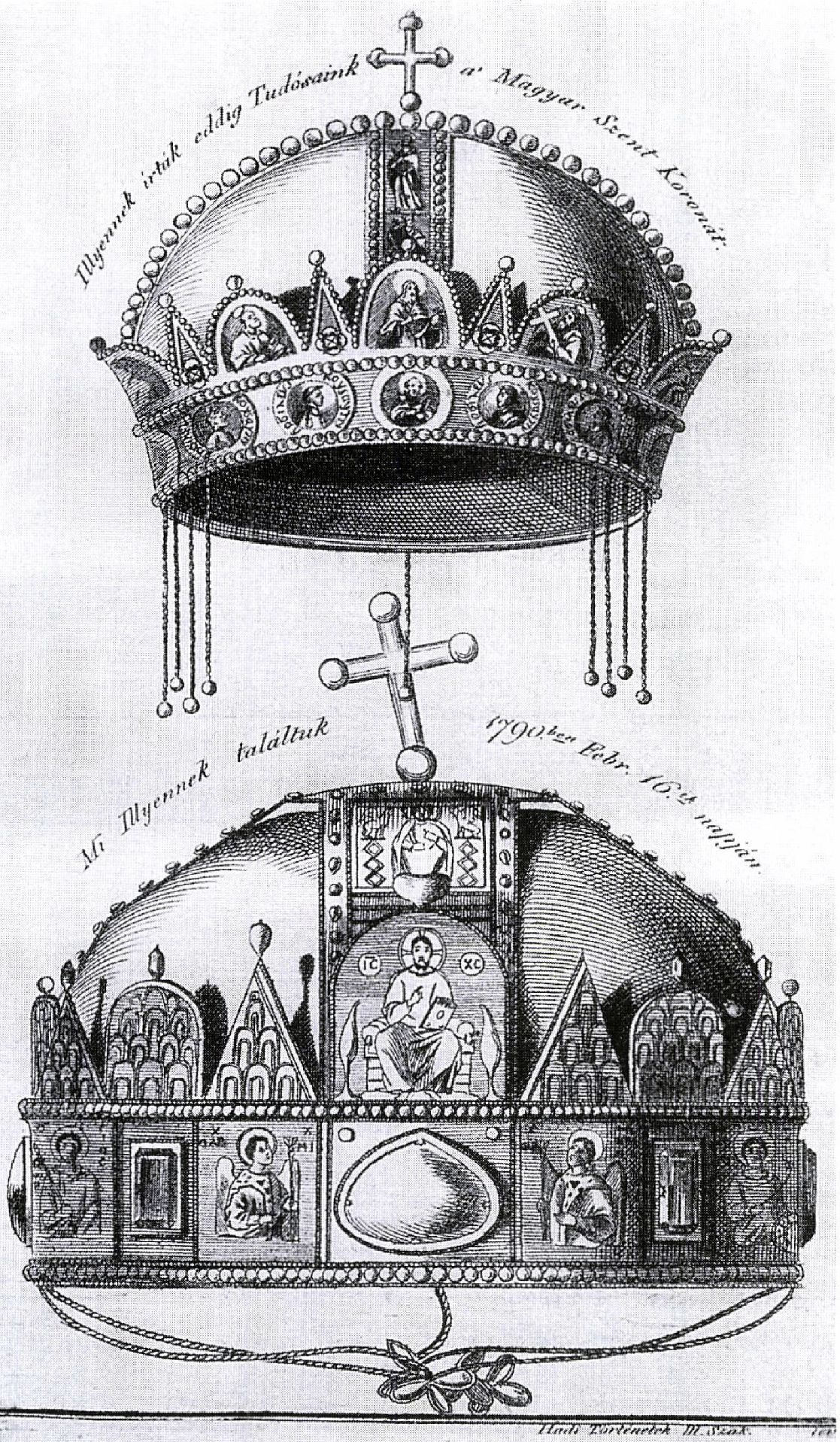
Révay rajza a koronáról (felül) és az 1790-es hivatalos vizsgálat alapján készített ábrázolás (alul)

A koronán jól látható, hogy a Dukász-kép soha nem lehetett a mögötte lévő foglalatban, mert annál nagyobb, ezért azt szegecseléssel kellett rögzíteni. Emellett a lemezen két felesleges lyuk is van. A szegecselés sem volt tökéletes megoldás, a kép lötyögött a helyén, ezért azt 1867-ben Budán – Ferenc József koronázása előtt – Müller Lajos ékszerész szakszerűtlenül, cinezéssel rögzítette. A lemeznek nem csak a mérete túl nagy, hanem a hátoldalára egy 3 mm vastag aranyszalag is van forrasztva, amitől semmiképp nem tudna a kerethez simulni.
A probléma magyarázatára sokféle magyarázatot kíséreltek meg a kutatók az évszázadok során. Révay Péter koronaőr 17. századi könyve nyomán felvetődött, hogy létezett egy eredeti, Szűz Máriát ábrázoló kép, és ezt cserélték ki később a Habsburgok Dukász Mihály portréjára. Nem lehet azonban arra indokot találni, hogy Mária képét miért vették volna le, és miért helyettesítették volna egy alig ismert bizánci császár képével. Révay korabeli ábrázolása pedig számos más ponton is gyökeresen eltér a korona valós képétől. Továbbá éppen Révay Péternek a De monarchia et Sacra Corona regni Hungariae centuriae septem című, 1659-ben megjelent írása cáfolja a Habsburgok által végrehajtott képcseréről szóló teóriát; az írásból ugyanis kiderül, hogy már ekkor is szerepelt a Szent Koronán a Dukász Mihály arcát ábrázoló zománckép. A 2000. év előtt megélénkült tudományos vizsgálatok azt tartották a legvalószínűbbnek, hogy I. Géza magyar király trónra lépésekor (miután ő vereséget mért a bizánciakra, majd békét kötött velük) Mihály császár az ő számára, görög feleségén keresztül, ajándékot szándékozott küldeni. Ehhez a kincstárból elővettek egy női koronát és azt kissé átalakították. A felhasznált korona – stílusa miatt – csak néhány évvel, egy-két évtizeddel lehetett korábbi. A rajta ábrázolt világi személyek azonban az új összefüggésben nem voltak megfelelőek, ezért e képeket kicserélték Dukász Mihály egy rendelkezésre álló képével, valamint készítettek egy zománcot I. Géza ábrázolásával.
A görög korona nem érkezhetett közvetlenül I. Géza magyar király részére, ugyanis az női korona. Bizáncban csak császárnék fejét díszíthette hasonló, oromdíszes fejék. Korabeli ábrázolások során, érméken, miniatúrákon, zománclemezeken látható hasonló, csúcsos és félkör alakú díszek váltakozásával díszített korona a császárnők és a császárok feleségei, a császárnék fején. A 11. században ilyet visel Zoé és Theodóra bizánci császárnő közös érmükön (1042), Dukasz VII. Mihály felesége a hahuli diptichonon, vagy Eiréne császárné, azaz Szent Piroska, Szent László leánya a konstantinápolyi Szent Bölcsesség-templom mozaikján. A koronát azért sem szánhatták Gézának, mert abban a korban sem volt szokás, hogy az uralkodó saját képmását viselje; a császár képének hordozásával pedig mintegy elismerte volna annak fennhatóságát. Felesége viszont, a bizánci Szünadenosz családbeli leány (keresztneve nem ismeretes, a hagyomány Szünadéné magyar királyné néven tartja számon) egyaránt hordhatta apja és férje képmását. Ő kaphatta tehát a koronát, házasságkötésükkor vagy I. Géza trónra lépésekor.
A korona mérete is problémákat vetett fel, ugyanis az lényegesen nagyobb egy emberi fejnél. Ez a koronázások során már a középkorban szóbeszédekre adott okot, mert a korona bizonytalanul állt az új uralkodó fején, és ebből kedvezőtlen következtetéseket vontak le a szemlélők az uralkodó alkalmasságára, perspektíváira vonatkozóan. A rajzos ábrázolásokon ezt természetesen nem tüntették fel, de a fényképezés megjelenésével ez probléma mindenki számára nyilvánvalóvá vált. A kutatás mai állása szerint az eredeti abroncsot női fejékként a hajkoronát takaró textil fejfedőre szánták, ezért ekkora a mérete. Dümmerth Dezső véleménye szerint viszont az alsó abroncs szentistváni eredetű lehet, nagyobb méretét pedig az egykor bennefoglalt mitra, püspöksüveg indokolja – ezt viselve ábrázolják Szent Istvánt a koronázási paláston is.
A Szent Korona ötvösszakmai vizsgálata megállapította, hogy a görög korona alapjául szolgáló aranylemezt és az oromdíszeket rögzítő kereteket egyetlen lemezből vágták ki. Mind a tíz képet egy műhelyből származónak értékelték apró jellegzetességeik alapján. Az ötvösök azonban azt valószínűsítették, hogy csak a képek érkezhettek Bizáncból, mert az abroncs kialakítását szakmai szempontból alacsony színvonalúnak tartották. A művészettörténészek szerint viszont az abroncs stílusa jól illeszkedik a bizánci ötvösség 11. századi korszakába, és lehetséges, hogy eredetileg nem volt egy kiemelt műtárgy.

#### Görög feliratú zománcképek a Szent Koronán

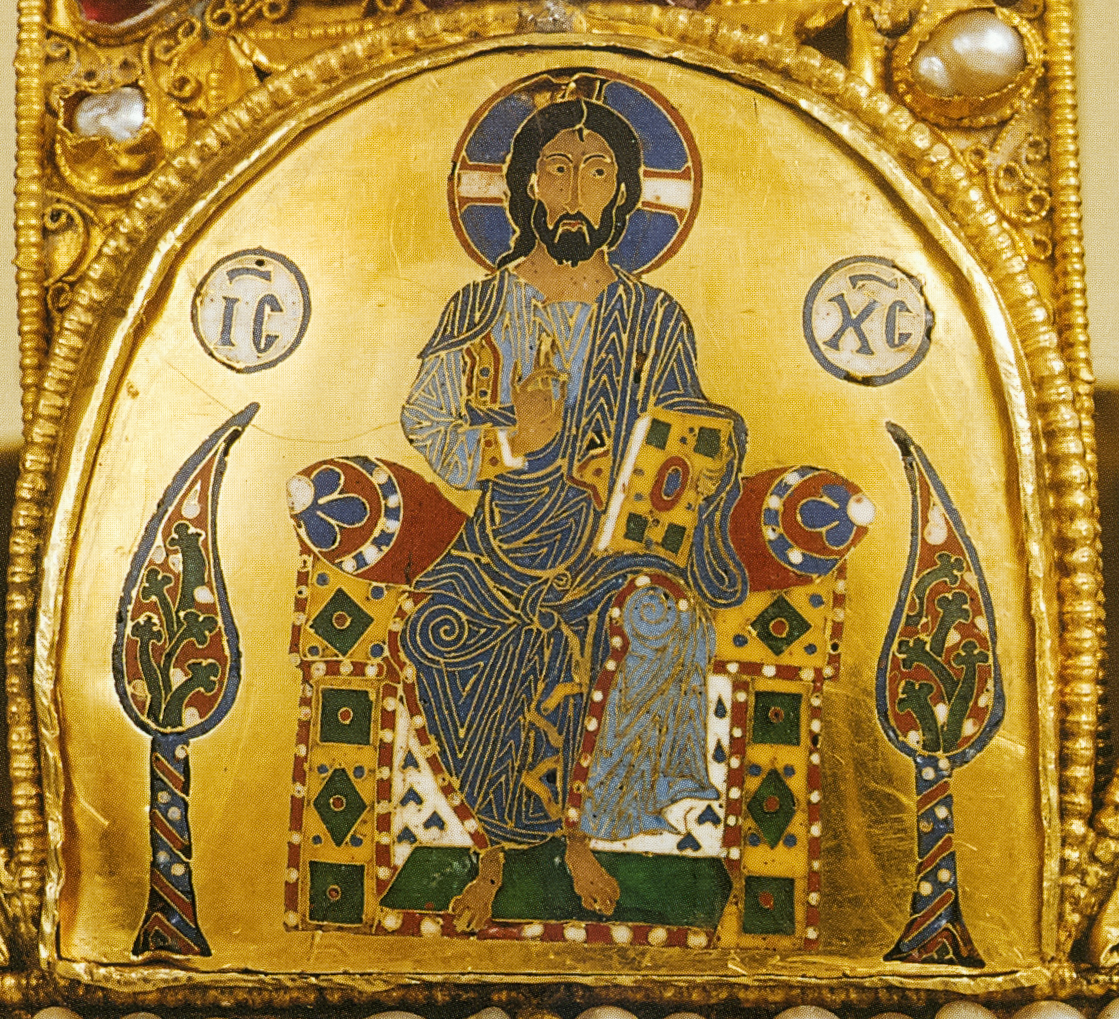
A Pantokrátor
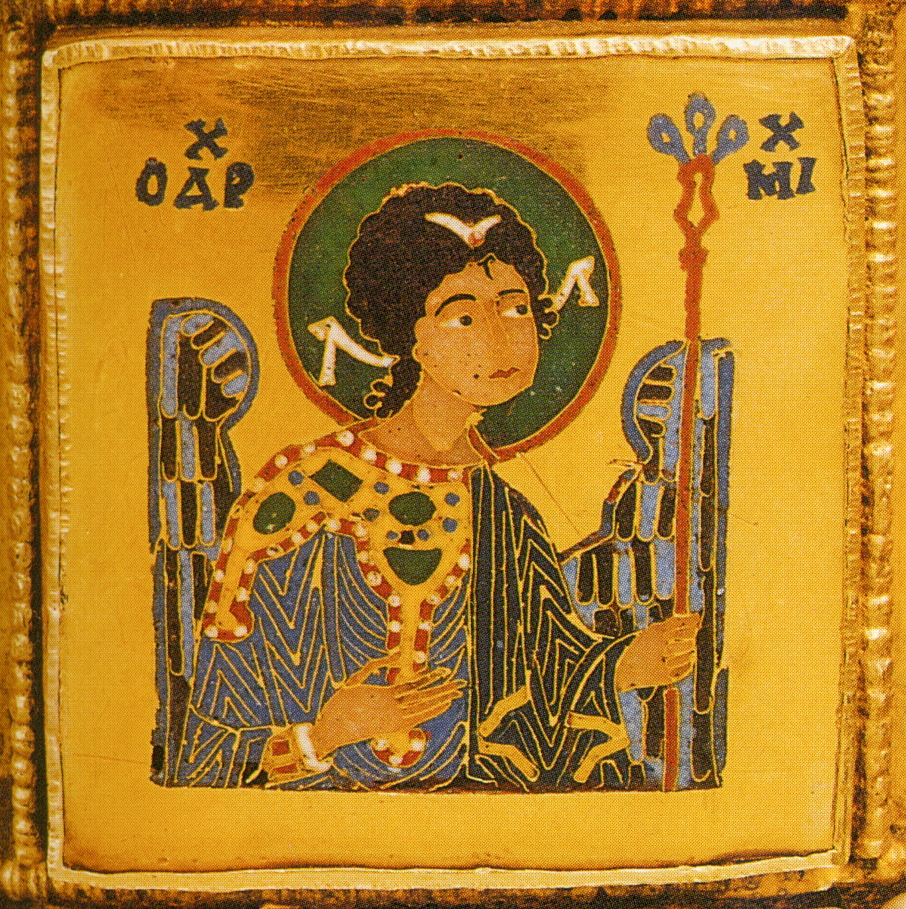
Mihály arkangyal
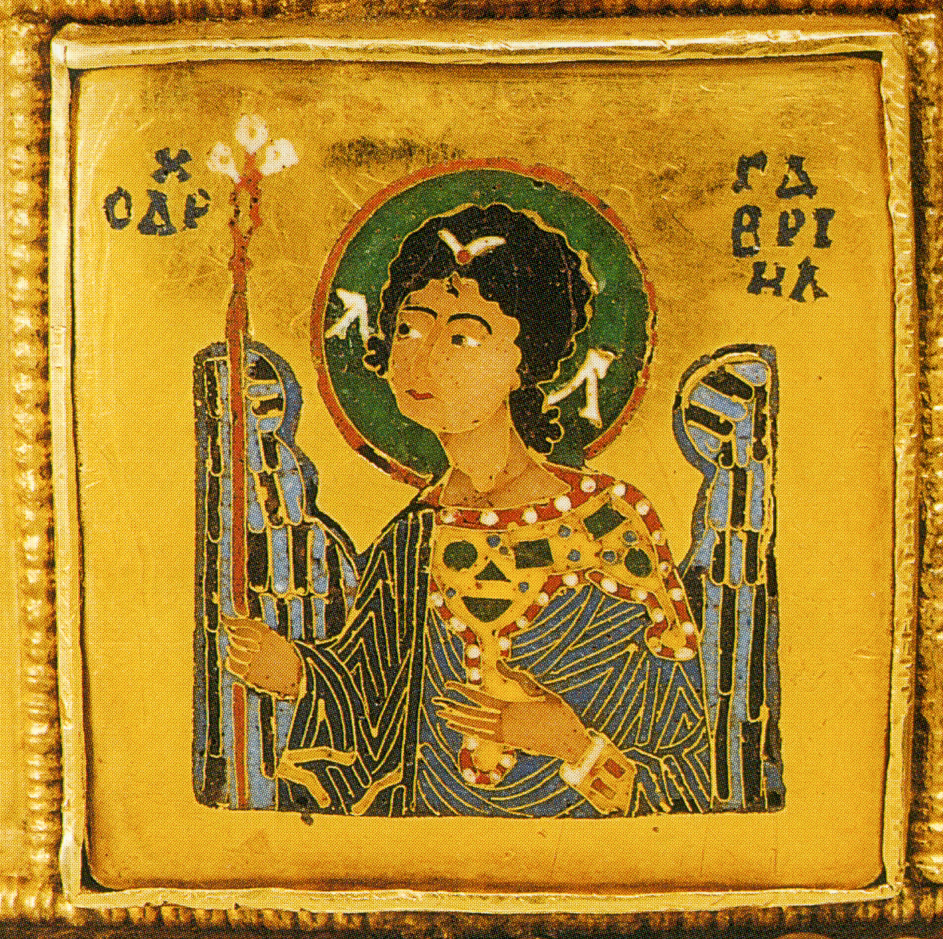
Gábriel arkangyal
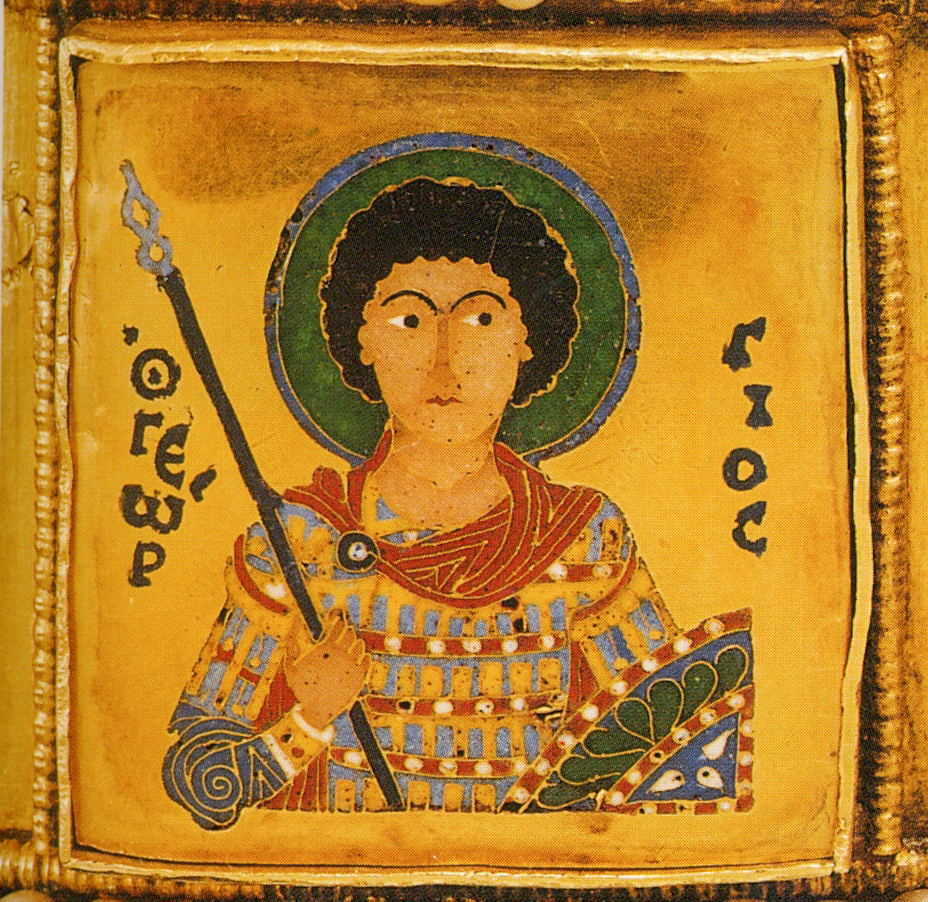
Szent György
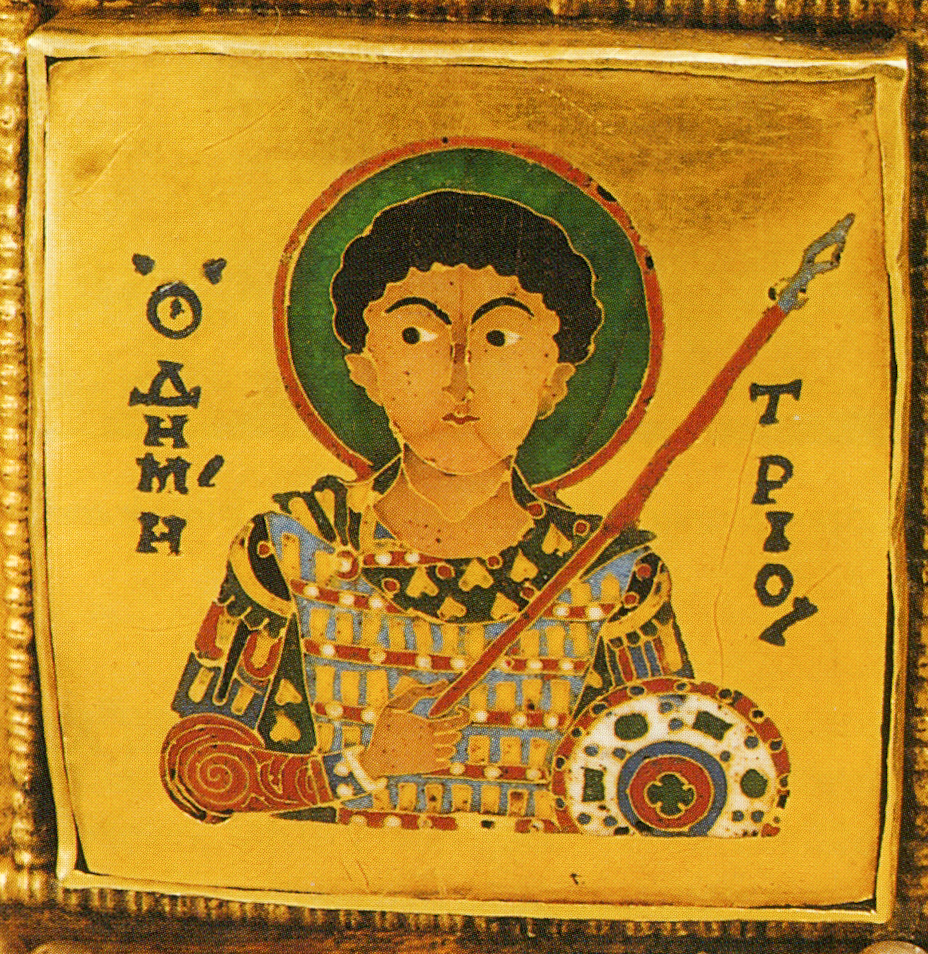
Szent Demeter
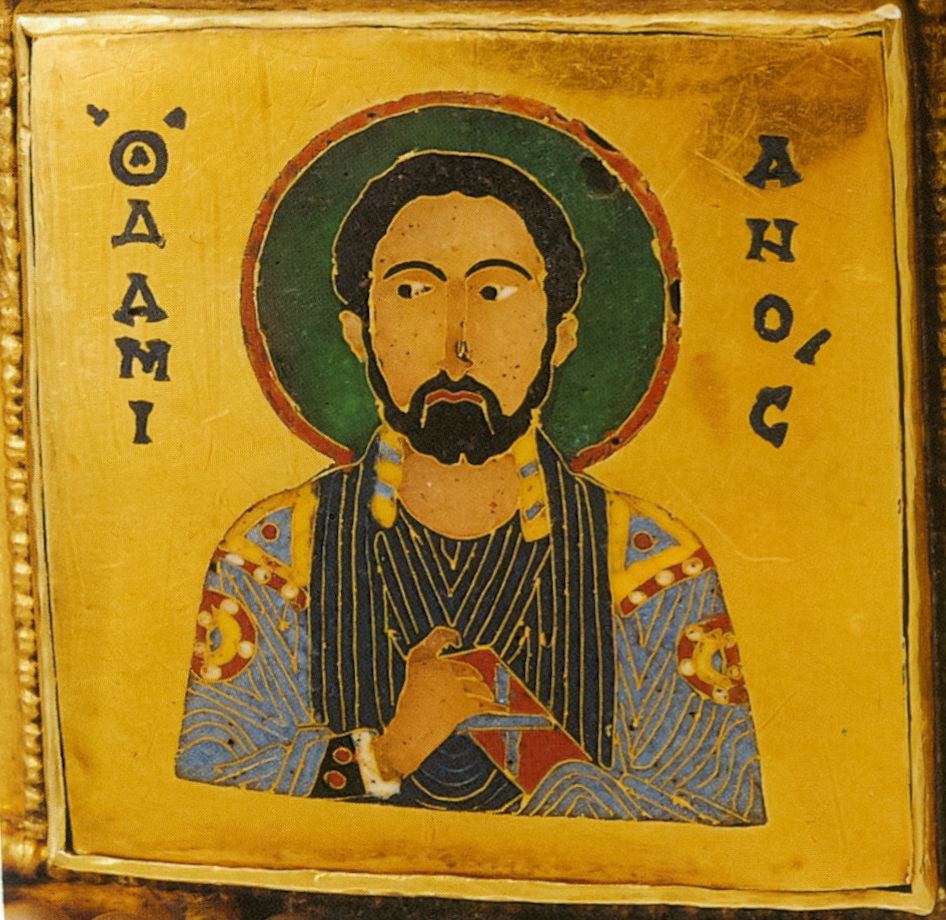
Szent Damján
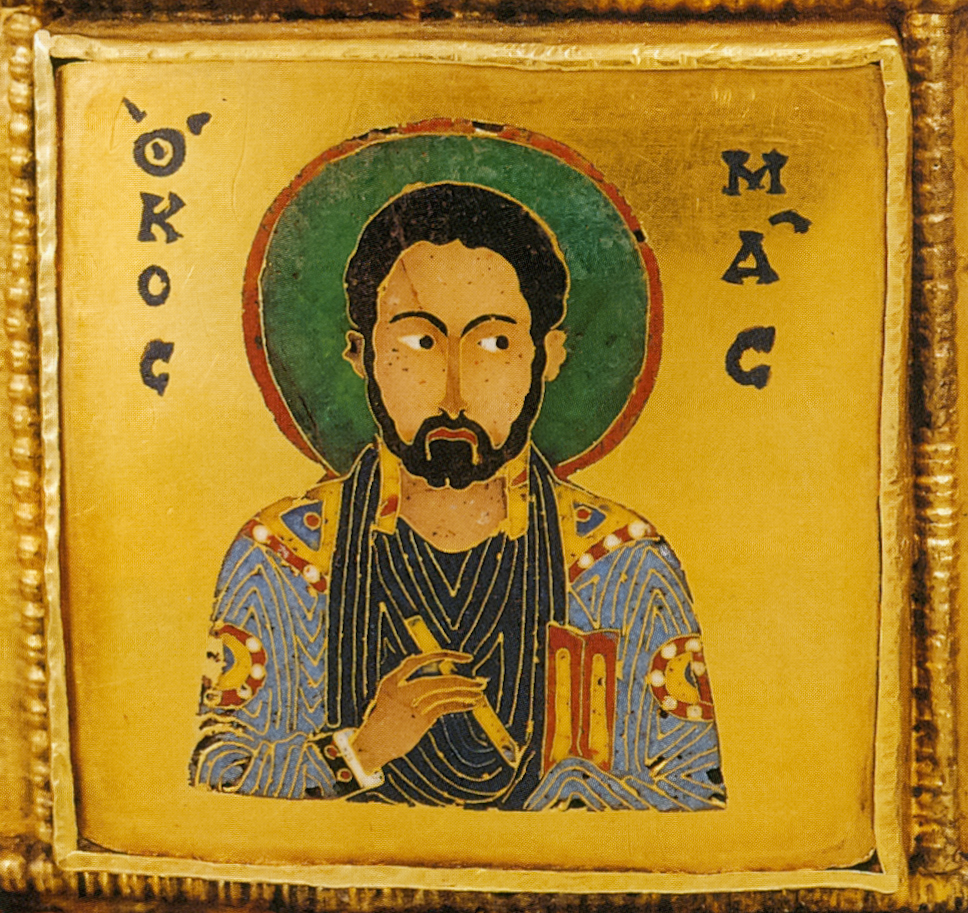
Szent Kozma
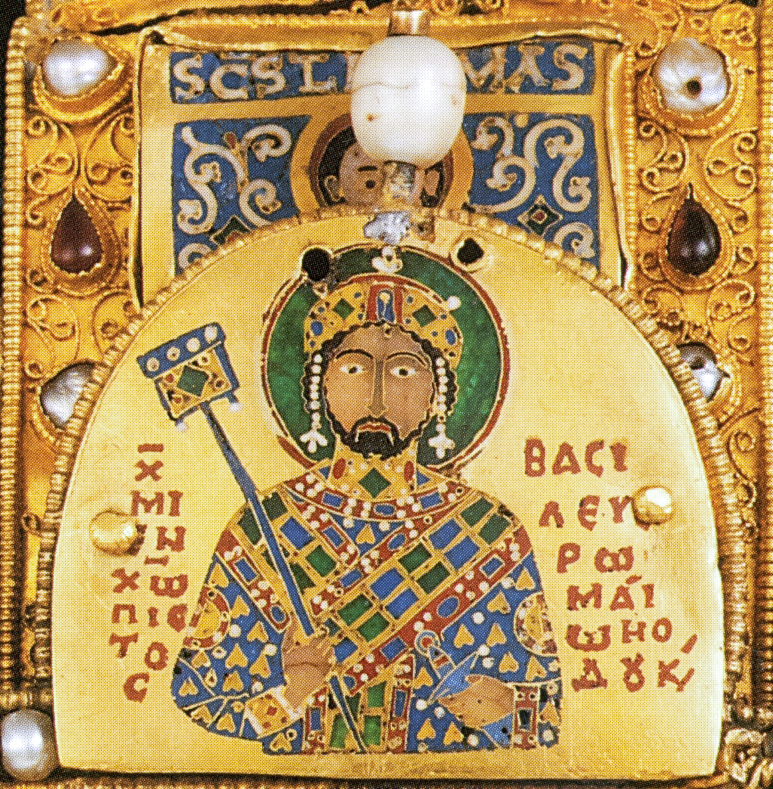
Dukász Mihály A felirat: [ις] Χ[ς] ΜΙ[χαηλ] ΕΝ Χ[ριστ]ω ΠΙCΤΟC ΒΑCΙΛΕΥC ΡωΜΆΙωΝΟ, ΔΥΚ, Mikhaél, a rómaiak Krisztushoz hű császára
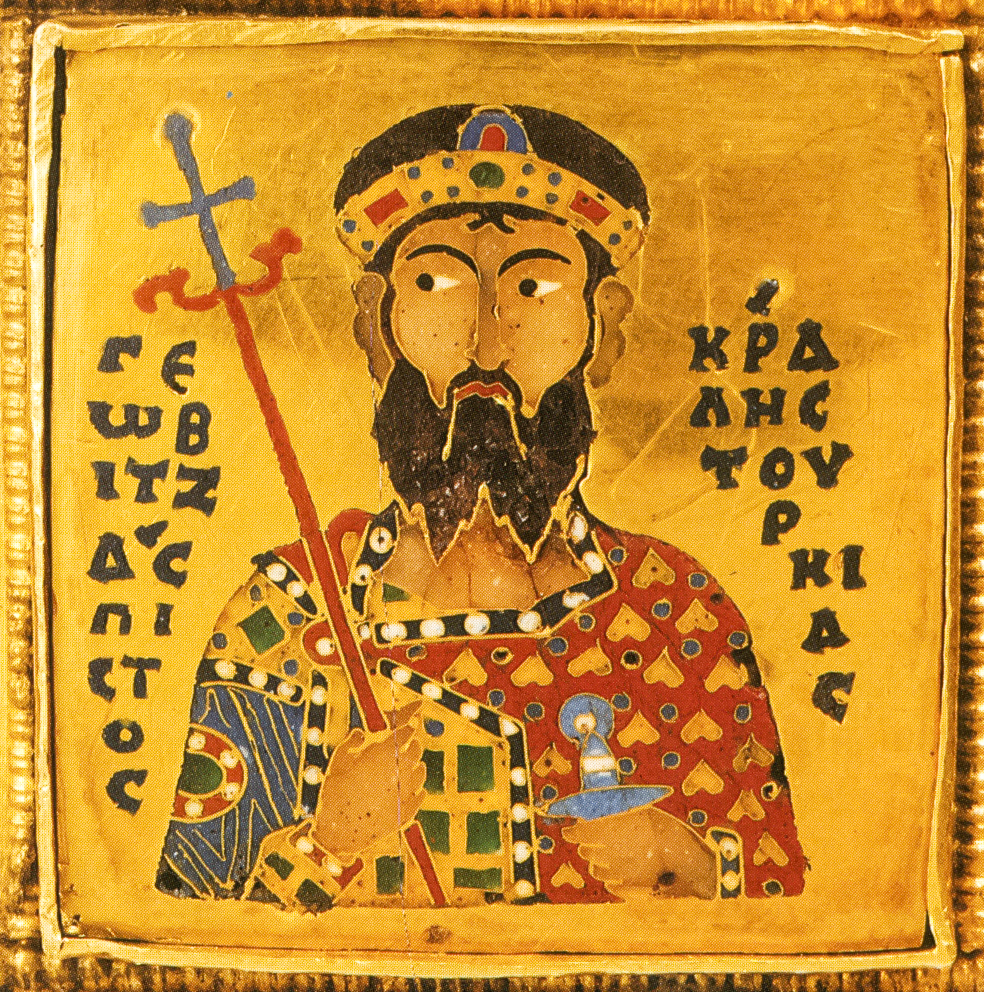
I. Géza magyar király A felirat: ΓΕωΒΙΤΖΑC ΠΙCΤΟC ΚΡΑΛΗC ΤΟΥΡΚΙΑC, Jovicsa, Türkia hű királya
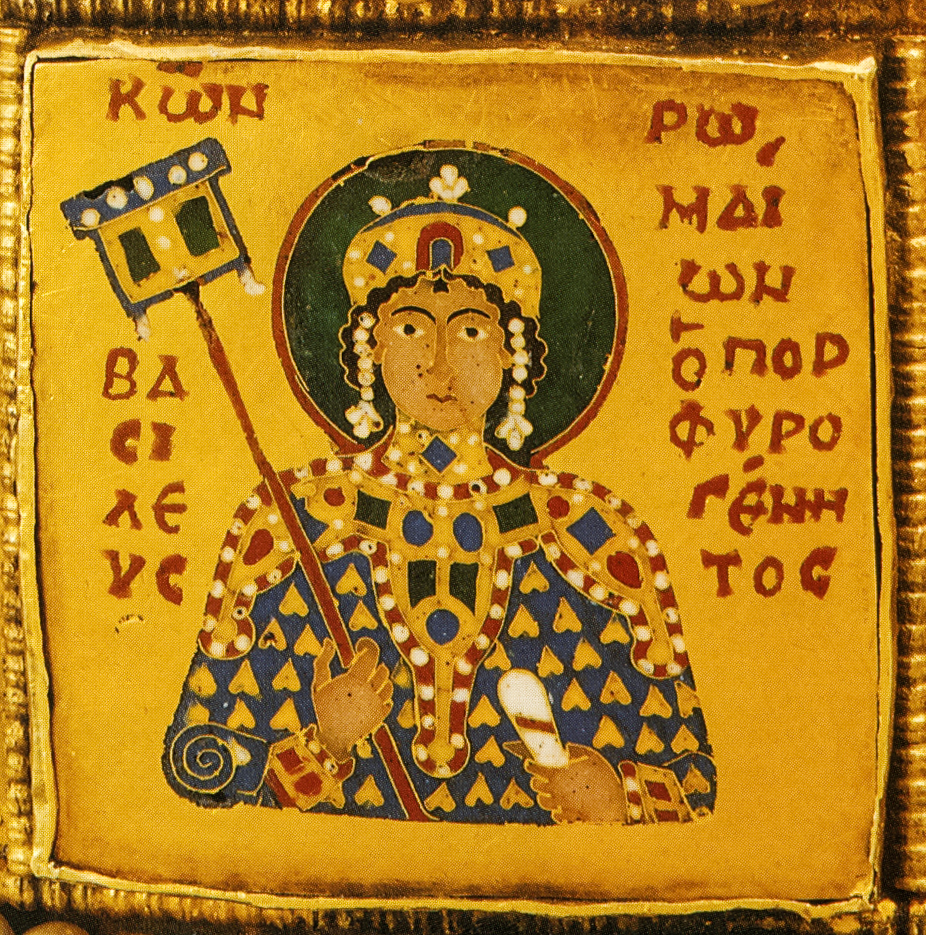
Kónsztantinosz Dukasz, a felirat: ΚωΝ[σταντινος] ΒΑCΙΛΕΥC ΡωΜΆΙωΝ Ο ΠΟΡΦΥΡΟΓΈΝΗΤΟC, bíborbanszületett Kónsztantinosz, a rómaiak császára

### Corona Latina
A korona felső részét négy, drágakövekkel szegélyezett aranypánt alkotja, amelyek az abroncs illetve az afelett lévő oromlemezek mögül indulnak a korona tetején lévő négyszögletes lemez felé. Ezek együtt alkotják az úgynevezett latin koronát, amely egyébként önmagában nem alkot egy teljes fejéket. A négy pánton egyenként két kép van. A bizánci koronának a Pantokrátort és Dukász Mihályt ábrázoló oromlemezei egy-egy képet szinte teljesen eltakarnak. A latin korona tetején lévő a négyszögletes lemez csakúgy, mint a görög korona homloklemeze, a trónusán ülő Krisztust ábrázolja, két oldalán egy-egy ciprussal. Feje körül ugyanúgy keresztes fénykoszorú, jobbját áldásra emeli, baljában „az élet könyve”, mint a görög Pantokrátor-képen. Az egész művészettörténeti irodalom csak két olyan Pantokrátor-ábrázolást ismer, amelyen ciprusok vannak, és éppen ez az a kettő, a Szent Koronán. A latin Pantokrátor-képet lyuk fúrja át, amiben a korona csúcsán lévő kereszt alapja van.
A latin korona képein nyolc apostol szerepel, nevük feltüntetésével. Közülük kettő, Tamás és Bertalan ábrázolása nem, vagy alig látszik, mert a korona alsó, bizánci részének kiemelkedő részei takarják azokat. Ez a tény és a hagyományosan tizenkét apostol hiányos ábrázolása sok kérdést vetett fel a korona kutatása folyamán.
A koronán lévő ékkövek nagyalakú csiszolt és csiszolatlan zafírok, gránátkövek, rubinok és ametisztek. Emellett igazgyöngyök füzérei veszik körül a korona alsó pántját. A színes ékkövek és az áttetsző oromzati díszek révén a korona erős megvilágításban sokféle színben ragyog.

#### Zománcképek a Szent Korona latin részén

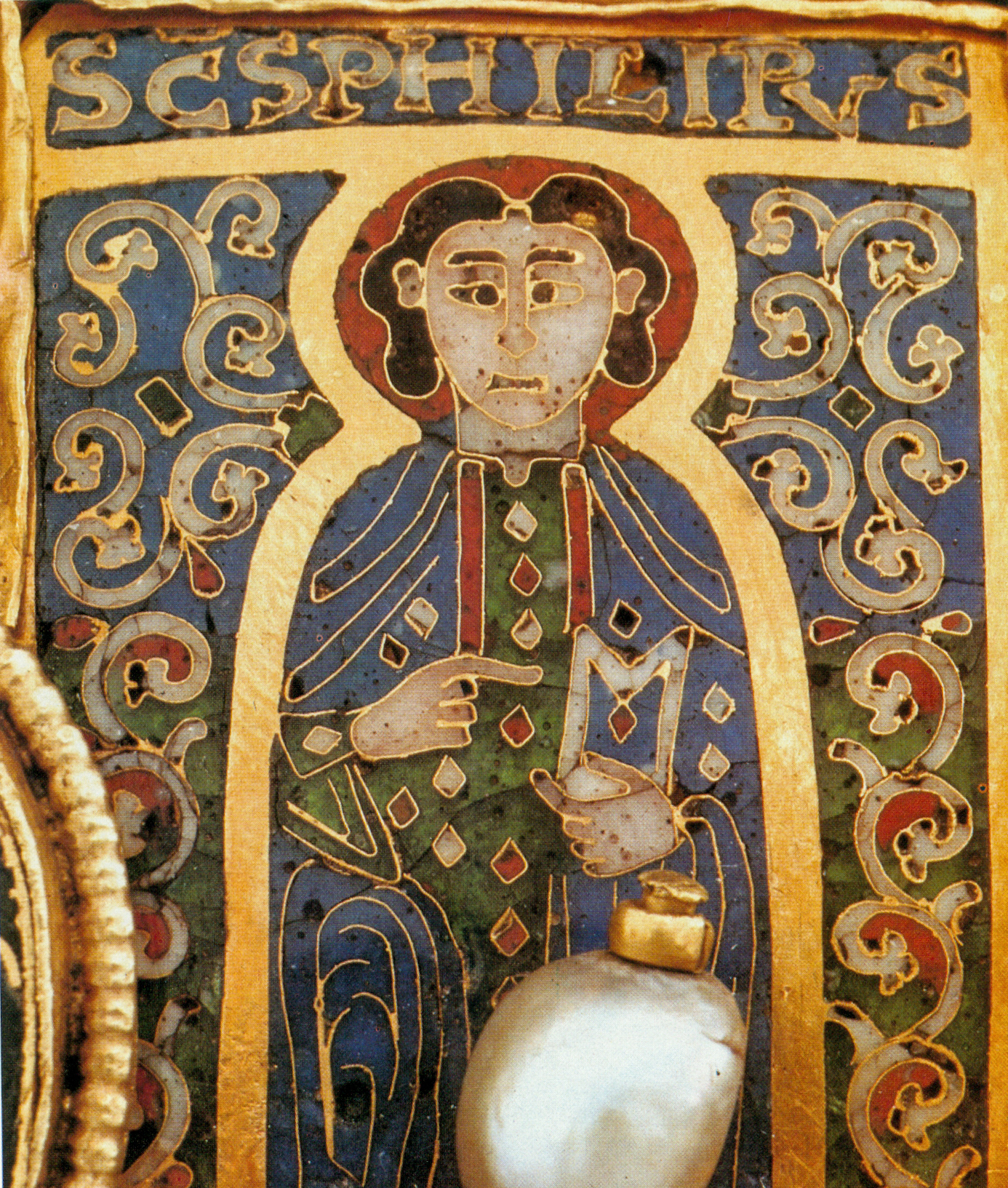
Szent Fülöp
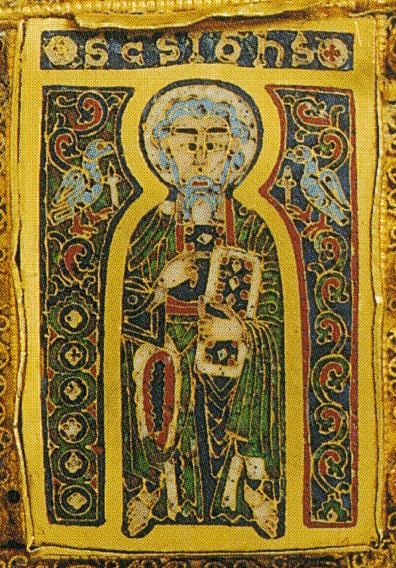
Szent János
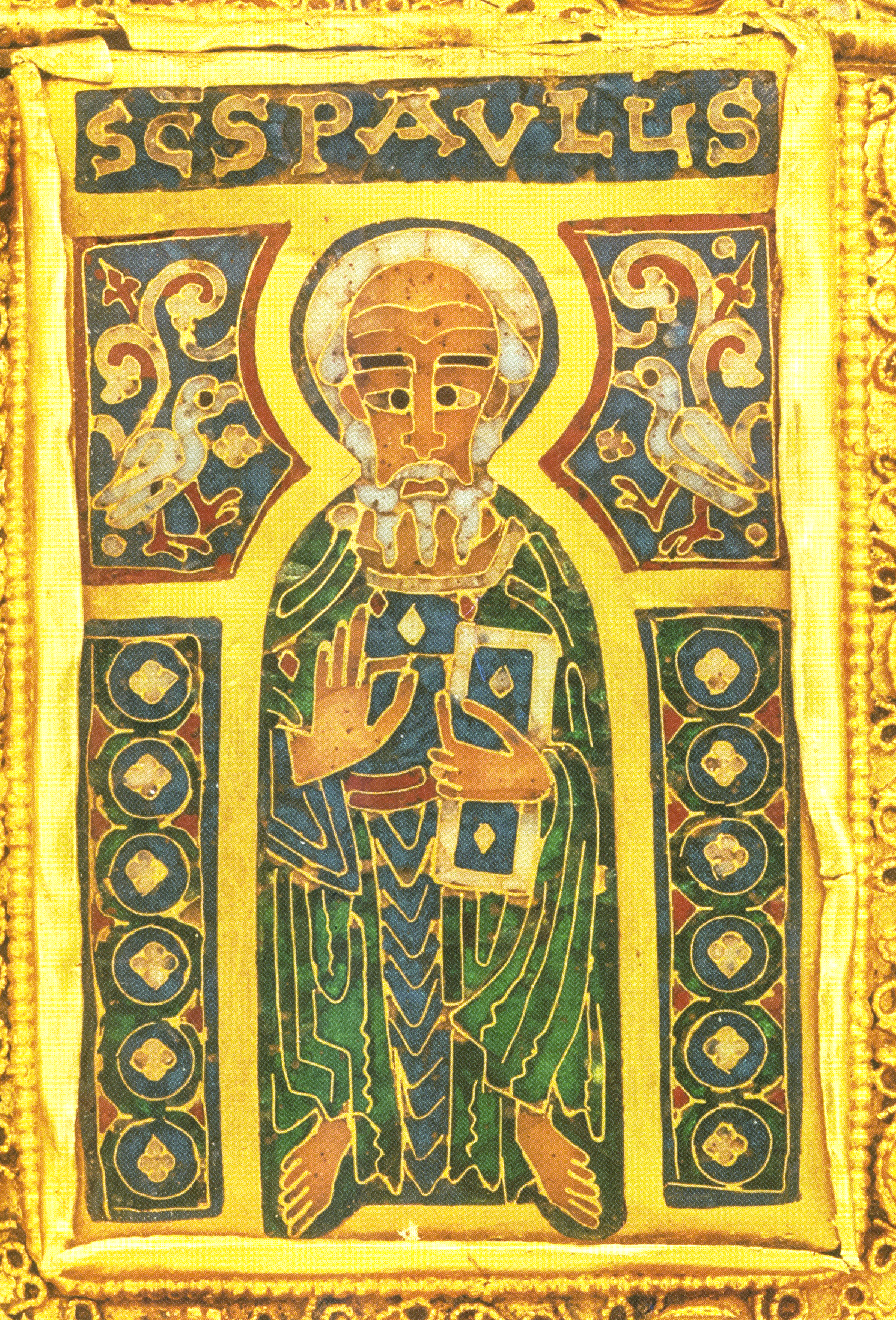
Szent Pál
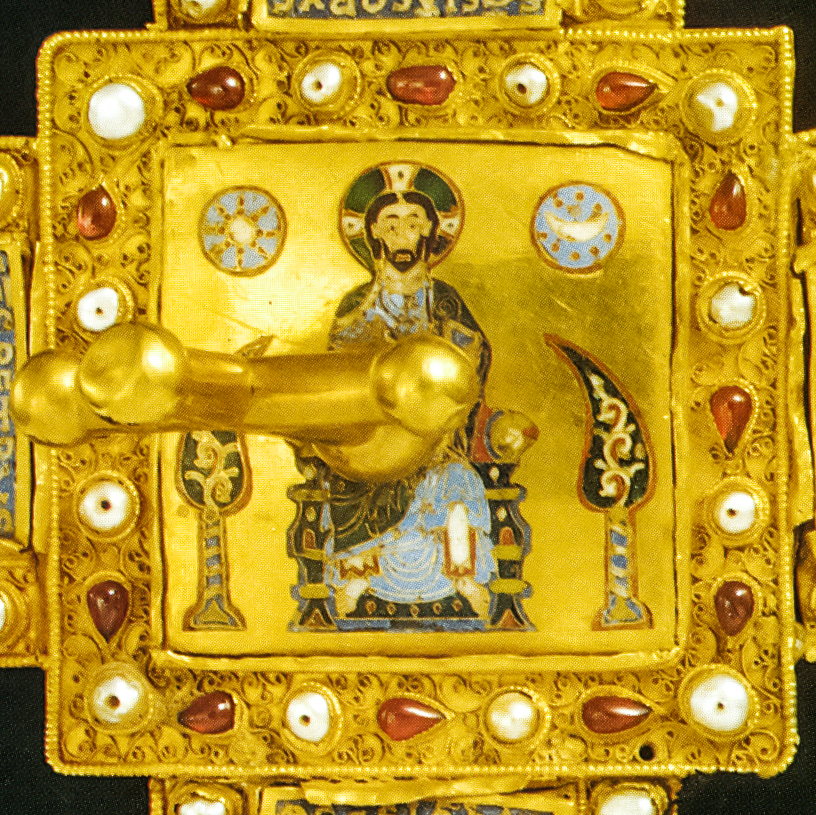
A latin Pantokrátor a korona tetején, a kereszttel átfúrva
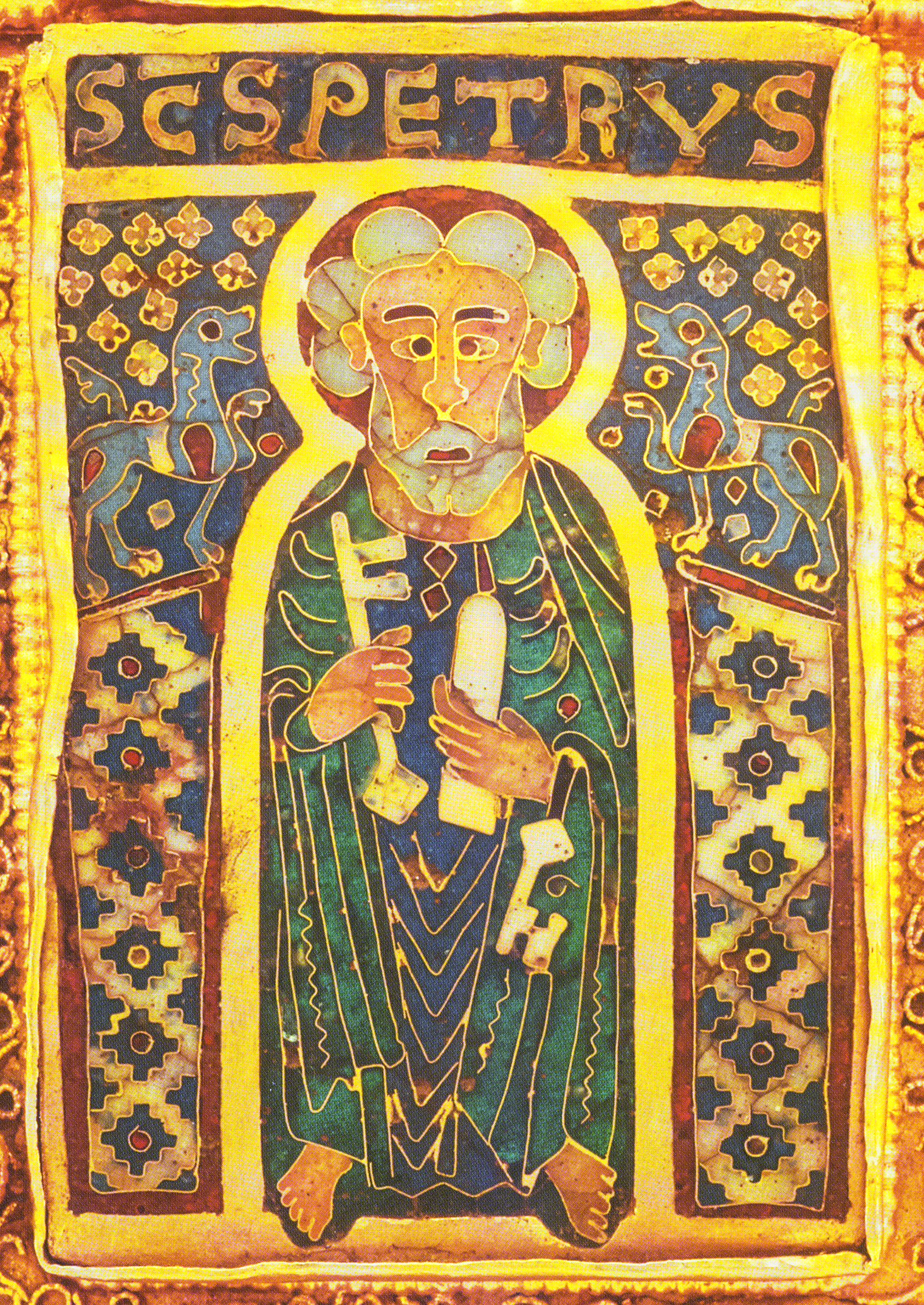
Szent Péter
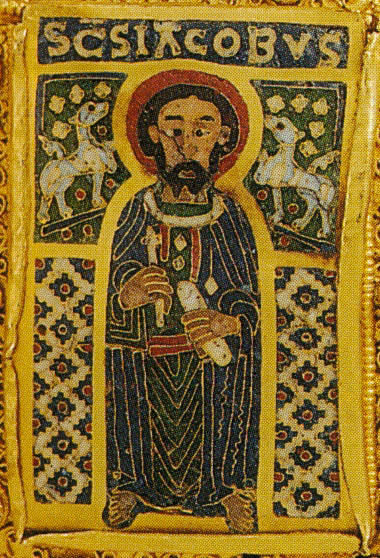
Szent Jakab
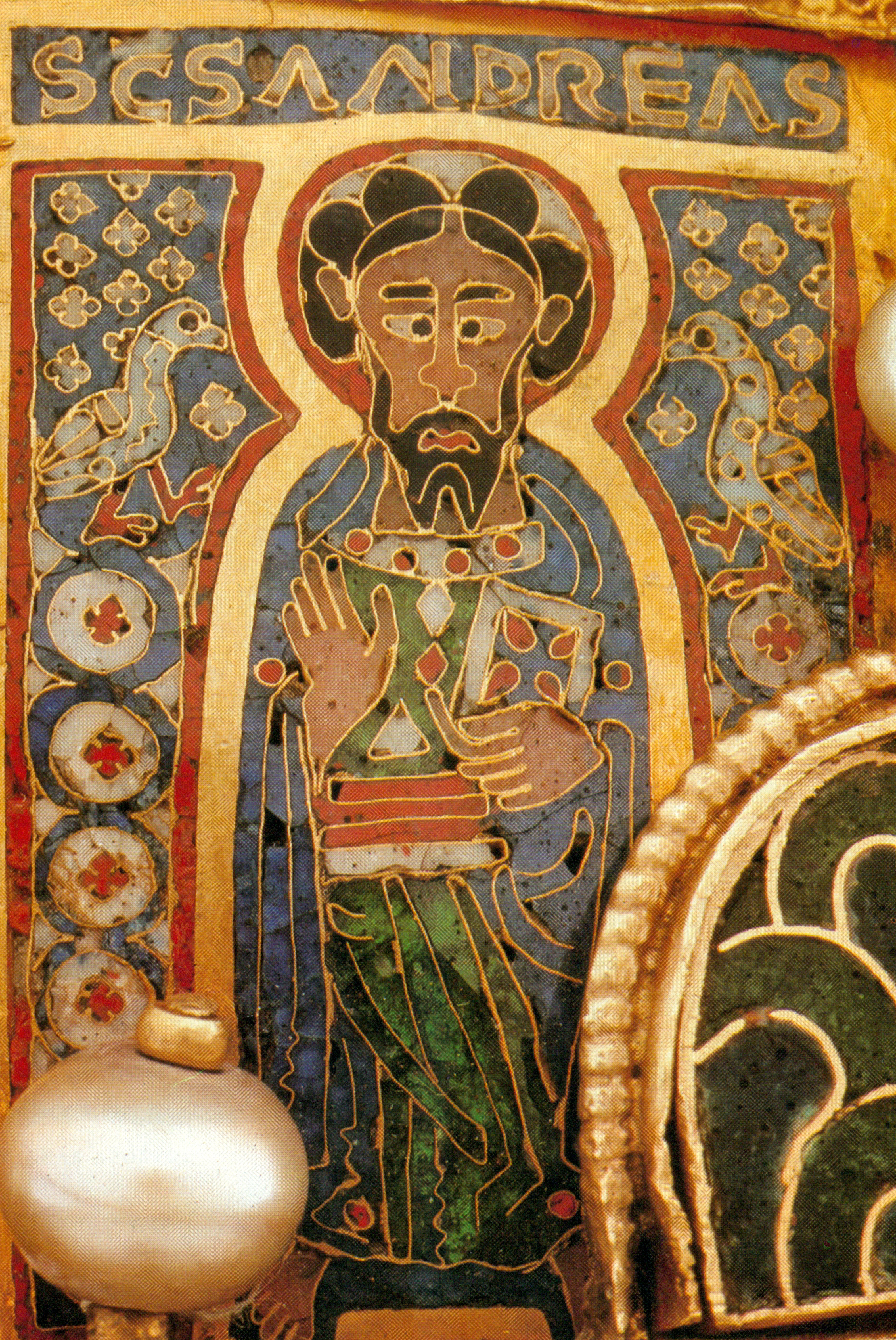
Szent András

#### A latin kereszt a korona tetején

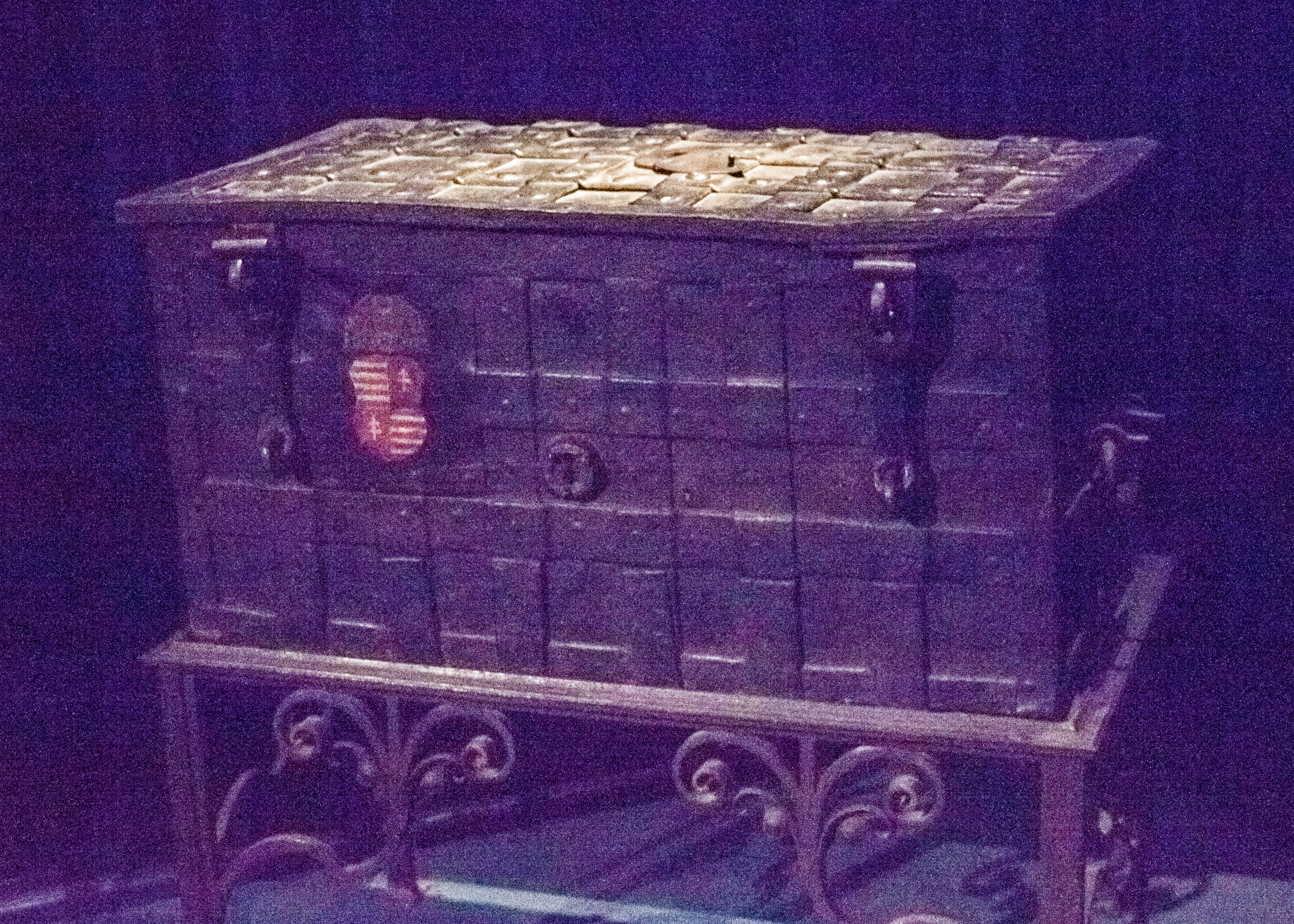
A II. Mátyás által a koronázási ékszerek számára készíttetett vasláda 1608-ból a Nemzeti Múzeumban

A tetején lévő keresztet a 16. században illeszthették a tetejére, meglehetősen durva módon, a Krisztus Pantokrátor-kép átlyukasztásával. Az utólagos fúrást bizonyítja a lyuk körüli fémgyűrű hiánya, a rekeszek roncsolódásai és a közülük kiporló zománc. Ez összefüggésbe hozható lengyel krónikák azon értesülésével, miszerint Jagelló Izabella magyar királyné 1551-ben leszerelt egy keresztet a koronáról fia, János Zsigmond számára, mielőtt azt kénytelen volt átadni I. Ferdinánd magyar királynak. Izabella emellett készíttetett egy hozzávetőleges másolatot az egész koronáról, amit aztán sokáig a lengyel királyok kincsei között őriztek.
A kereszt elferdülését egy 17. századi sérülés okozhatta: 1638. február 14-én, III. Ferdinánd magyar király felesége Mária Anna királyné koronázása előtt, a pozsonyi várban. A Bécsből hozott kulcs nem nyitotta a koronázási ékszereket tartalmazó ládát, ezért azt lakatosok törték fel. Ekkor a koronát tartó réztok is megsérült, Esterházy Miklós nádornak késsel kellett azt felnyitnia, és a kereszt ekkor ferdülhetett el.

## Szimbólumai
A szimbólumrendszere két részre tagolódik. A felső, a keresztpánt Isten mennyei birodalmát jelképezi, a szellemiséget, az alsó rész, az abroncs Isten földi birodalmának jelképe. A korona tetején-közepén a világegyetem uraként trónol felirat nélkül a Teremtő Atyaisten. Az alsó részen a főhelyen Jézus, Isten földi birodalmának ura, Mihály és Gábriel arkangyalok kíséretében.
A pántokon az Atyától jobbra nem lehet más, mint Krisztus földi helytartója, Péter, háta mögött Péter helyettese, a második fő tanítvány, Jakab áll. A Pantokrátor balján Pált ábrázolja az ikon, mert ő külön meghívást kapott. Leveleinek egy része a kis-ázsiai egyházakhoz szól, így kultusza az örményeknél is megvolt. Ezután következik a szeretett tanítvány, János, akire az Atya Fia, Krisztus a kereszten függve édesanyját bízta. Péter lábánál testvére, András látható, aki először ismerte föl, hogy Jézus messiás.
Sokan felvetik,[forrás?] hogy miért nem a 12 apostol van a Szent Koronán. Egyesek szerint ez azért van, mert a 12 tanítvány csak az utolsó vacsoránál volt együtt. A kérdés jogosnak tűnik, a 12 apostol felhelyezése azonban elvi okokból nem is lett volna lehetséges. Eredetileg a 12 apostol között szerepelt iskarióti Júdás, akinek képe azonban Jézus elárulása és öngyilkossága miatt nyilván nem kerülhetett fel a Koronára. Júdás helyére a 11 apostol Mátyást választotta; majd a későbbi gyakorlat még Barnabást, végül pedig a csak Jézus halála és feltámadása után megtért Pált is az apostoli címmel ruházta fel. Hármuk közül főleg számos, az Újszövetségbe is felvett írása révén Pál olyan tekintélyre tett szert, hogy máig Péterrel együtt szokás emlegetni, és ilyen értelemben szinte valamennyi, Jézus által személyesen kiválasztott apostolnál nagyobb jelentőségre tett szert. A Korona készítője tehát válaszút előtt állt: vagy 14-15 személy képét helyezi fel, vagy valamilyen szempontrendszer alapján válogat közülük.
Ugyancsak válogatni kellett a szentek közül, hiszen ők sokkalta többen vannak: éppen ezért lehet vizsgálni azt a kérdést, hogy összességében milyen vezérelvet követtek a Korona összeállítói. Úgy tűnik, hogy azon szentek zománcképeit látjuk a Koronán, akik védőszenteknek bizonyul(hat)tak egy keresztény uralkodó számára (Kozma, Damján, András, Fülöp, György és Demeter).
A Szent Korona valamennyi ábrázolt személye örmény típusú; legklasszikusabb a két angyal ábrázolása. Az Isten égi és földi birodalmának egybeszövése klasszikusan a Magyar Szent Koronában csúcsosodik ki.
A Pantokrátor Krisztus ábrázolása ugyanakkor megegyezik kopt barlangtemplomokban talált 4. századi falfestményekkel.

## A Hartvik-legenda

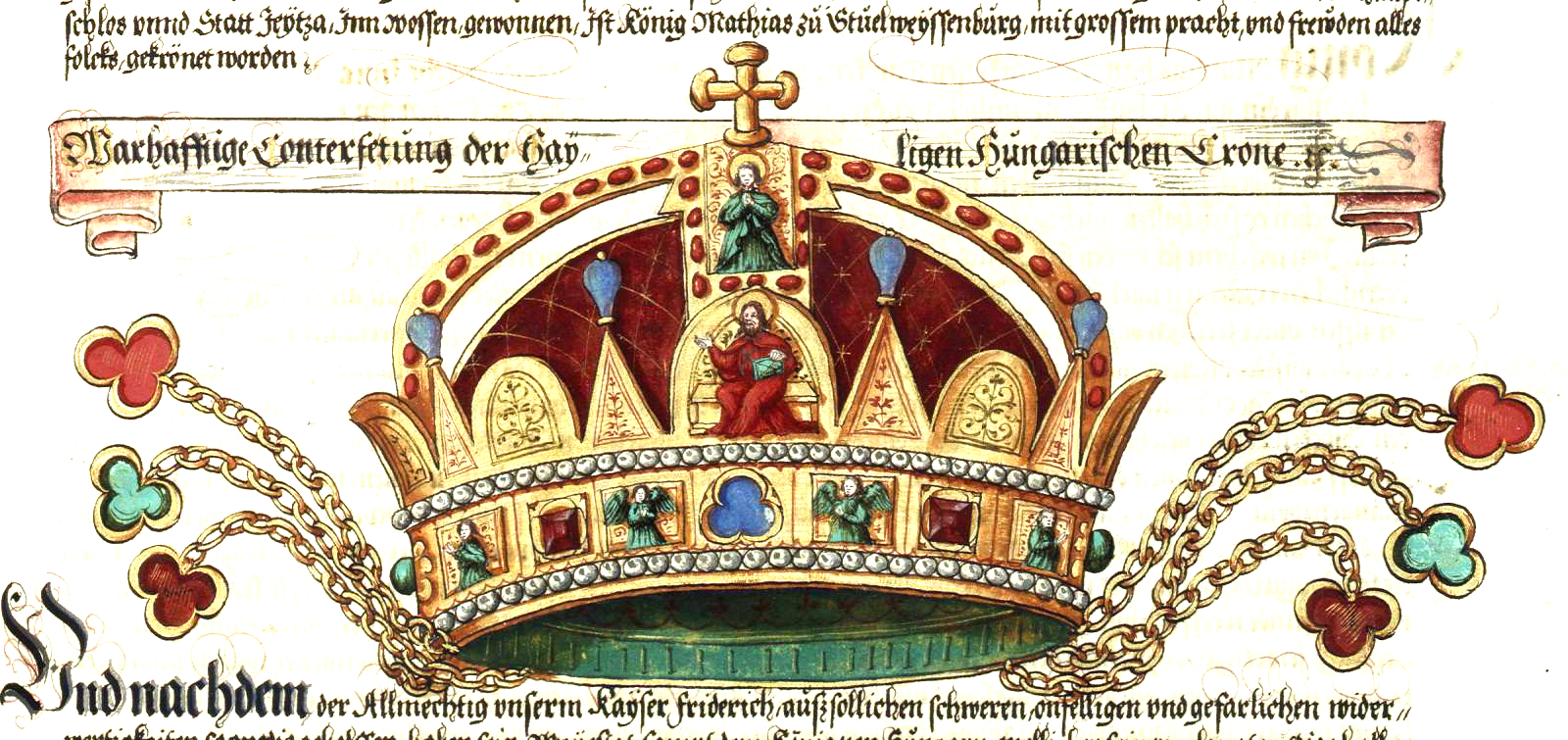
A Szent Korona legrégibb hiteles ábrázolása 1555-ből

Kálmán király kérésére Hartvik püspök a nagyobb és a kisebb legenda után egy másik életrajzot szerkesztett Szent István királyról. Az írásmű szinte szó szerint átvette az addig készült két korábbi István legenda szövegét. Amit Hartvik püspök hozzáadott az előző legendák szövegéhez, az a királynak a pápától történt koronakérésérõl szóló fejezet volt. A 800 éves legenda szerint a koronát, II. Szilveszter pápa küldte Asztrik érsek révén I. Istvánnak koronázására. E legenda alapja Hartvik legendája, amelyet (Könyves) Kálmán kérésére írt. Mivel Hartvik legendája 1200 körül megjelent a magyarországi breviáriumokban és liturgiai művekben, a történet az egész keresztény világban elterjedt. Ennek alapján a korona népszerű neve Magyarországon és sokfelé máshol „Szent István koronája”.
A korabeli források azonban más képet rajzolnak elénk. A korábbi Nagyobbik Legenda ugyanis, amelyet I. István kanonizálása idején, 1083. körül állítottak össze, ezzel kapcsolatban ezt tartalmazza:
"Atyja halála után az ötödik évben - így akarta az isteni kegyelem - elhozták az apostoli áldás levelét, s miközben a püspökök és a papság, az ispánok és a nép egybehangzó magasztalásukat fennen kiáltozták, Isten kedveltje, István, királlyá választatott, s az olajkenettel felkenve a királyi méltóság diadémájával szerencsésen megkoronáztatott."
Hartvik püspök legendája így írja le részletesen, a korona Magyarországra érkezésének történetét:
Épp ez időben fogadta el Miesko, a lengyelek fejedelme övéivel a keresztény hitet, s a római szék elöljárójához követeket küldve kérte, hogy apostoli áldással támogassák, és királyi diadémával koszorúzzák. Kérésére a pápa rábólintott, és már egy jeles mívű koronát csináltatott, melyet néki áldásával s a királyi dicső ranggal elküldeni szándékozott. De mivel ismeri az Úr, kik az övéi – hiszen mikor az apostolok kettőt jelöltek ki az apostoli szolgálatra, Mátyást részesítette előnyben, és vele töltötte be az apostolok számát (vö. ApCsel 1,23-26) –, elhatározta, hogy sokkal inkább választottját, Istvánt ékesíti szerencsésen e világi koronával, majd azután ugyancsak őt díszíti fel még szerencsésebben az örökkévalóval. Tehát a kijelölt napon, melyen a már elkészített koronát a lengyelek fejedelmének kellett volna küldeni, illetve a megelőző éjszakán, a pápának látomásában megjelent Isten küldöttje, és ezt mondta: „Tudd meg, hogy a holnapi napon, a nap első órájában hozzád ismeretlen nemzet követei jönnek, akik tőled fejedelmüknek az apostoli áldás ajándékával egyetemben királyi koronát követelnek. A koronát hát, melyet csináltattál, fejedelmüknek, miként kérik, eljuttatni ne habozzál. Mert tudd meg, hogy ez néki a dicső királyi ranggal együtt élete érdemeiért jár.”
E látomás rendje szerint a következő nap megszabott órájában Asrik püspök a pápához ért, a rárótt feladatot bölcsen ellátva, a szent fejedelem viselt dolgait rendben előadva kérte az apostoli széktől az említett kitüntetéseket; kimutatta, hogy méltó ilyen tisztességre s méltóságra, mert Isten segítségével meghódított több nemzetet, s hatalma által sok hitetlent az Úrhoz térített. Ezek hallatára nagyon megörült a római főpap, mindent megadott jóságosan, ahogy kérték. Azonfelül keresztet küldetett a királynak, mintegy az apostolság jeleként, így szólván: „Én apostoli vagyok, ő viszont méltán Krisztus apostola, ha Krisztus annyi népet térített meg általa. Ezért rendelkezésére bízzuk, miként az isteni kegyelem őt oktatja, az egyházaknak s népeiknek mindkét törvény alapján történő igazgatását.” Elnyervén hát mindent, amit kért, Asrik püspök vígan tért vissza hazájába, magával vitt mindent, amiért a vállalt utat végigjárta.
Elhozták hát az apostoli áldás levelét a koronával és a kereszttel együtt, s miközben a püspökök és a papság, az ispánok és a nép egybehangzó magasztalásukat fennen kiáltozták, Isten kedveltjét, István királyt az olajkenettel felkenve a királyi méltóság diadémjával szerencsésen megkoronázták.
A Nagyobb Legenda bizonyára nem hagyta volna említés nélkül, ha ez a korona a pápától érkezett volna.
Hartvik legendáját az magyarázhatja, hogy az ő idejében a székesfehérvári királyi kincstár már tartalmazhatott egy koronát, amelyről úgy tudták, hogy a pápától érkezett, vagy legalábbis I. Istváné volt.

## Az akadémikus álláspont bírálata

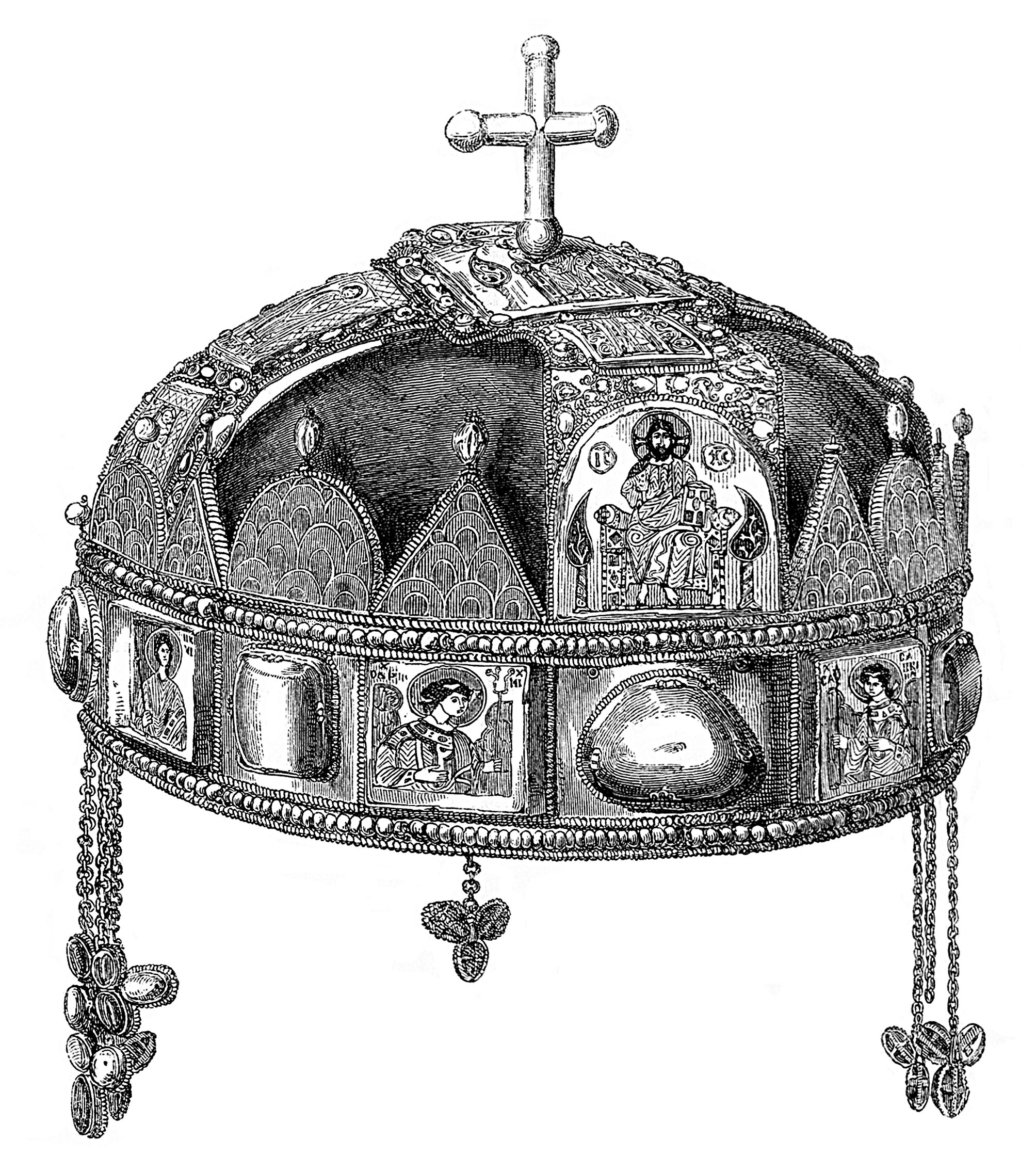
Szent Korona, 1857

### Az ötvösszakmai vita és a történettudomány
A korona datálását sok körülmény nehezíti, ezek között a legfontosabb, hogy a datálást megalapozó tények mindegyike kétségbevonható. Sokuk láthatóan utólagosan került a koronára, ugyanakkor utólagosnak gondolt elemek is lehetnek eredetiek. A történettudomány ma már multidiszciplináris módszerekkel dolgozik, ezért egy tárgyról alkotott elméleteknek összhangban kell lenni a tárgy keletkezésének lehetséges módjaival, a korabeli technológiával. A korona készítésére vonatkozóan több ötvös-aranyműves szakvélemény keletkezett. A magyarországi rendszerváltás után Korona Bizottság néven testület alakult a Szent Korona vizsgálatára. A bizottság tagjai voltak: dr. Lovag Zsuzsa, Kovács Éva, valamint Péri József és Papp László ötvösművészek. Többek között az ő eredményeikre alapul az akadémikus álláspont, mely az 1790-es megállapítások óta gyakorlatilag változatlan, a kutatások arra irányultak, hogy a kettősséget bizonyítsák. A másik vizsgálatot Csomor Lajos végezte; ő úgy véli, a készítés technológiája és menete nem egyeztethető össze az elfogadott elmélettel, miszerint a koronát két független részből rakták volna össze, ami ha igaz lenne, megdöntené a 18. századi datálási feltevést.
A koronáról első ízben Decsy Sámuel készített leírást 1792-ben. Ő betűzte ki először a koronán lévő feliratokat, és ezek alapján egy, a maga számára logikus elméletet állított fel. Ez az elmélet lényegében ma is él, holott a történettudomány már jóval többet tud a korról, mint amennyit Decsy tudhatott. A görög és latin ábécés feliratok alapján következtetett a korona két részből összeállítására; a korona korát a görög feliratú uralkodóképek alapján állapította meg. Ma már tudjuk, hogy a nagy egyházszakadás előtt gyakran előfordultak kétnyelvű feliratok, az uralkodóképek pedig később kerültek a koronára, ezért az egész koncepció alapja ingott meg. Emellett Decsy a következtetéseiben is tévedett.
Három görög ábécével írt uralkodóképmás található a koronán. Ezek:
1. ikh mienkhó pisztosz baszileusz romaiono, duk
2. kon baszileusz romaion ot porphürogennétosz
3. geobicász pisztosz kralész turkiasz

Ezekből Decsy az alábbi következtetéseket vonta le:
1. ha a duk a Dukász név rövidítése, akkor mienkho csak VII. Mihály lehet, aki a rómaiak baszileiosza.
2. ha a kon a Konsztantinosz név rövidítése, akkor VII. Mihály bíborbanszületett fiáról lehet szó.
3. ha a fenti kettő kortársait nézzük, akkor a geobicász csak Géza lehet, aki Turkia királya.

Három feltételes mód, és egyik sem támadhatatlan, sőt valójában minden alapot nélkülöznek. A Mihály név görögül Mikhaelosz, a duk nem feltétlenül a Dukász rövidítése, hanem akár a dux alakja is lehet. A kon lehet akár a közeli értelmű melléknév rövidítése is. A geobicász szó a leghalványabb nyelvi kapcsolatban sincs a Géza névvel. Ezek mellett más problémák is vannak az értelmezéssel. A pisztosz szó jelentése: „hívő” vagy „hű(séges)”. Ha hívőről lenne szó, érthető, hogy Mihály és Géza az, de Konsztantinosz miért nem? Ha viszont hűségesről, akkor vajon Mihály kihez hűséges, ha Bizánc egyeduralkodója volt? A kralész királyként értelmezése is hagy maga után kívánni valókat: a korabeli balkáni és kelet-európai szláv szóhasználatban határterületeket jelent (lásd Ukrajna, Krajina és egyéb hasonló földrajzi-politikai nevek). További ellentmondás, hogy bár elterjedt tévhit szerint Bizáncban türköknek gondolták a magyarságot, valójában egyetlen történetíró, Geórgiosz Kedrénosz használta Magyarországra a Turkia nevet, de ő már az előszavában leszögezi, hogy szándékosan archaizál, vagyis Kedrénosz szerint a Turkia országnév Magyarországra alkalmazva a 11. század közepén már archaikus volt. Egyetlen Gézával egykorú forrás említi Magyarországot, ebben Szünadéné királynéról van szó, de ott Gézát nem nevesítik, és Magyarország Ungria néven szerepel, ezért teljesen valószínűtlen, hogy egy Magyarországra küldött koronán a Turkia országnevet használták volna. Emellett az sem tűnik valószerűnek, hogy a történetíró Szünadénéről megemlékezik, miközben a koronát elfelejti említeni, pedig ez egy sokkal fontosabb államjogi cselekmény. Ha a három képnek egyáltalán van köze egymáshoz, akkor a második kép az, amely egy néven nem nevezett szuverén bizánci uralkodót ábrázol, akinek egy dux rangú főembere és egy határterület kormányzója a társasága.
A két részből összeállított korona elméletét az alábbi megfigyelések erősítették:
1. A Pantokrátor-lemezt utólag átfúrták, ezért a zománc kipattogott a lezáratlan rekeszekből. Egy ilyen művelet a rekeszzománcban valóban nyomot hagyna, kipattogna a foglalatokból, és a lyuk peremén lezáratlan rekeszeknek kéne lenni. A keresztet azonban a vizsgálat alkalmával nem szerelték le, a kipattogott zománc a pánt torzulása idején sérült. A kereszt leszerelése elárulta, hogy a keresztnek szánt lyuk szélén minden rekesz zárt, a lyuk peremezett, a zománc hiánytalan, ezért a lyuk és a kereszt a kép készítésével egy időben készült. Ludvig Rezső rendelkezik egy olyan könyvvel a koronáról, amelyben a kereszt le volt véve és a peremezett lyukról készített fénykép is szerepelt benne. A könyv második kiadásából ez a kép már hiányzott.
2. A keresztpántok nem lehettek sík felszínű tárgy alkatrészei, ezért a felső rész egy koponya-ereklyetartó volt. Ez a feltevés csak egy teória, semmi sem bizonyítja, hogy valóban az lett volna. Ugyanakkor nincs nyoma annak, hogy a pántok más tárgyra lettek volna valaha szerelve, mivel csak azok a szegecslyukak találhatók rajta, amelyekkel az abroncshoz szegecselték azt. A végekből le nem vághattak, mert a lemezvégek épek, az alsó képek alatt befejeződik a díszítés is.
3. A kereszt nem lehetett a mai, mert a jelenlegi kereszt készítési módja a többi résztől teljesen idegen, és ötvösszakmailag a 16. századra datálható. Ezzel szemben a kereszt talpa pontosan illeszkedik az alatta lévő zománcozatlan gyűrűbe és az anyaga is pontosan olyan ötvözet, mint az abroncsé. A poncolt félgömbökből és hengerekből forrasztott technológia pedig nem idegen a középkortól sem. A nagyszentmiklósi kincs 22-es és 23-as edényein hasonló technológiát alkalmaztak.

### További elméletek

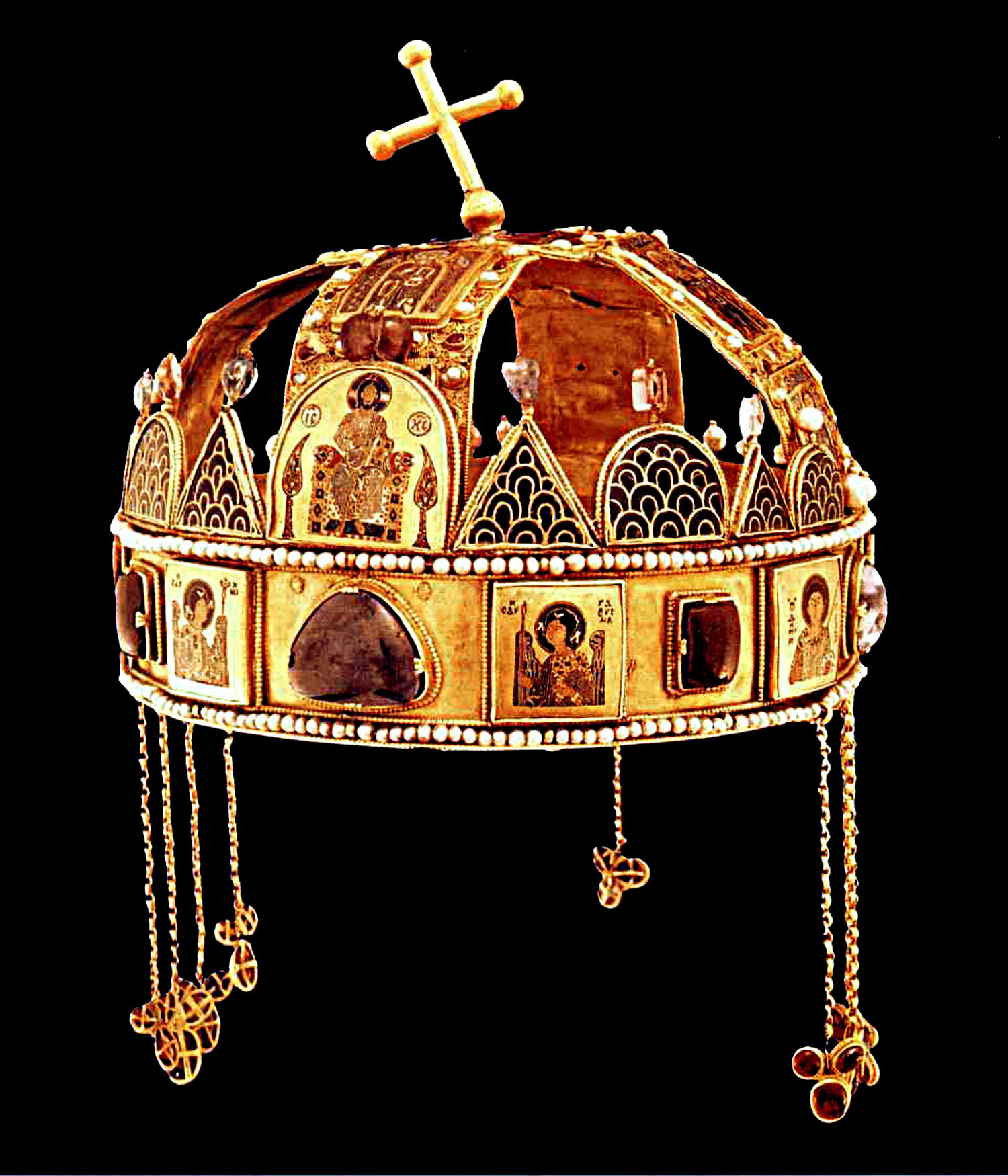
A Szent Korona elölnézetben

A hagyomány szerint 1038. augusztus 15-én, Nagyboldogasszony napján, I. István király a Szent Korona képében felajánlotta Magyarországot Szűz Máriának. A Szent Korona-tan szerint ezzel elindította azt a folyamatot, amelynek során egy egyszerű magyar koronázási ékszerből az államiság jelképe lett.
A Szent Korona eredetéről a kutatók egy része alapvető kérdésekben is eltérő álláspontokat képvisel. Több mint 40 elmélet született már az eredetére nézve, a legszélsőségesebb ellentmondásokkal.
Sajátossága, miszerint az alsó abroncs képei eltakarják a felső pánt alsó részén lévő képeket, arra engedett következtetni bizonyos kutatókat, hogy a korona ebből a két részből lett összeillesztve, hiszen nem lehet, hogy egy ilyen fontos tárgy tervezésénél ilyen súlyos „hibát” ejtsenek. Ez az érvelés első hallásra logikus, amíg végig nem gondolja az ember, hogy ha ilyen fontos tárgynál nem követhettek el ekkora tervezési hibát, akkor ekkora összeillesztési hibát hogyan követhettek el. Tehát mindegy, hogy a korona készítői mindent maguk csináltak, vagy kész darabokból dolgoztak, a végeredmény ugyanaz lett, és ha a végeredmény „hibásnak” mondható, akkor mindkét esetben hibáztak a készítők. Ezek a magyarázatok tehát nem válaszolják meg azt a valóban felmerülő kérdést, hogy miért takarják el az alsó képek a fölsőket. A kitakarás legvalószínűbb magyarázata az, hogy nem a képek látványa volt fontos, hanem jelenlétük a koronán.
Felső része latin betűs, míg az alsó görög. Ebben a tényben az „összeillesztett” korona hívei nézetük megerősítését látták, és megszülettek az elméletek a latin korona római, és a görög korona bizánci származásáról, mint legkézenfekvőbb származási helyekről. Ez ellen az érv ellen szólva más kutatók fölhívták a figyelmet, hogy a katolikus egyházon belüli kétnyelvűség a mai napig megőrződött, a fontos eseményeknél, például templom-, vagy papszentelésnél görög és latin nyelven egyaránt el kell mondani minden fontosabb szöveget, különösen így lehetett az egyházszakadás (szkizma), vagyis 1054 előtt. A görög a keleti kereszténység nyelve, a latin a nyugatié, a kettő együttes használata az egység jele. Ilyen szimbolikus jelentéssel különülhet el az alsón és a felső részen használt nyelv is.
Egyesek megkérdőjelezik a korona datálását (például Dümmerth Dezső, Bartha Lajos, és természetesen maga Csomor Lajos) VII. (Dukász) Mihály bizánci császár képe alapján, mert a kép elméletük szerint utólag lett felerősítve, egy eltávolított kép helyére.
A csere időpontjára vonatkozóan a vélemények eltérőek. Egy változat szerint valamikor 1784 és 1790 között, II. József Habsburg király idejében kerülhetett sor, mert ekkor a Szent Korona nem tartózkodott Magyarországon, hanem Ausztriában, Bécsben. Elképzelhető, hogy ebben az időben cserélték le Dukász Mihály képére, de a csere időpontja bármelyik javítás vagy karbantartás alkalmával megtörténhetett a képen ábrázolt személy életétől egészen a 18. századig. A bizánci eredetű „Dukász-kép” nagyobb, mint az eredeti kép, ezért nem fér bele a foglalatába, alul a gyöngysor is megszakad emiatt. A képen jól látható a két szegecs is amivel ráerősítették a mögötte lévő zománcképre, továbbá úgynevezett lágyforraszt nyomai is láthatók rajta. Egyes vélemények szerint az eltávolított kép Szűz Mária ábrázolása lehetett, hiszen ő Magyarország védőszentje, akinek Szent István felajánlotta az országot.
Ezt erősíti az is, hogy Révay Péter koronaőr 1613-ban még Szűz Máriát nevezte meg Dukász Mihály helyén. A hazahozatal után először Decsy Sámuel munkájában láthatjuk a kicserélt részt. Figyelemre méltó, hogy ugyan munkájában leírja a mai állapotokat, a mai alakokkal, ám mikor a drágaköveket sorolja, és a hátsó kőhöz ér, azt mondja: „Az, amely Szűz Mária képe alatt van”. Tehát még ő is tudta, hogy milyen kép volt ott, ugyanakkor leírja az aktuális helyzetet is, mivel akkor épp közszemlére volt téve a korona.
Révay munkájának fordítása körül is viták vannak, ugyanis az eredeti szöveg "Imago Divae Matris Virginis" jelentése a Szent Szűzanya, amely ősibb kifejezés mint a Szűz Mária. Az apróságnak tűnő eltérésből többen jelentősen eltérő kulturális levezetéseket fogalmaznak meg a jelképrendszer eredetét és a korona korát illetően.
Más lehetőség is adódik, miszerint a Szent Istvánnal eltemetett koronát a Szent László idejében történt exhumálás alkalmával vették ki a sírból, és a hátsó front sírban keletkezett sérülései miatt Kálmán alatt javították azt ki egy máshonnan származó képpel.

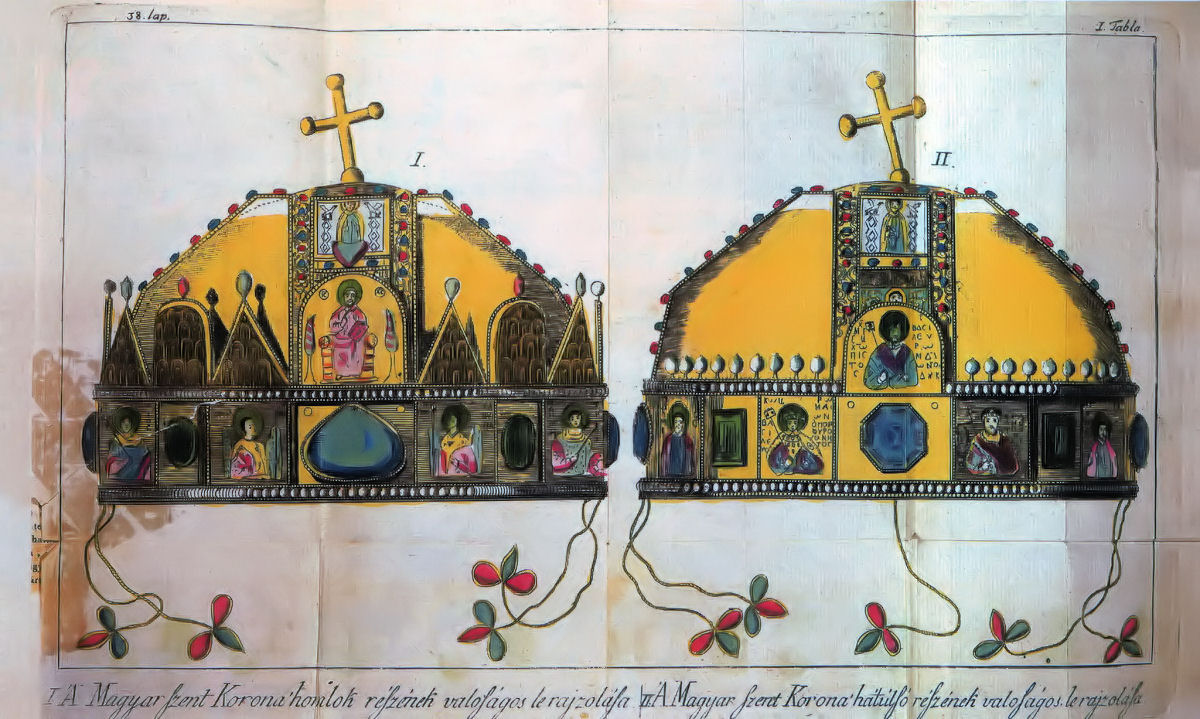
A Szent Korona ábrázolása Decsy Sámuel 1792-ben készült könyvében

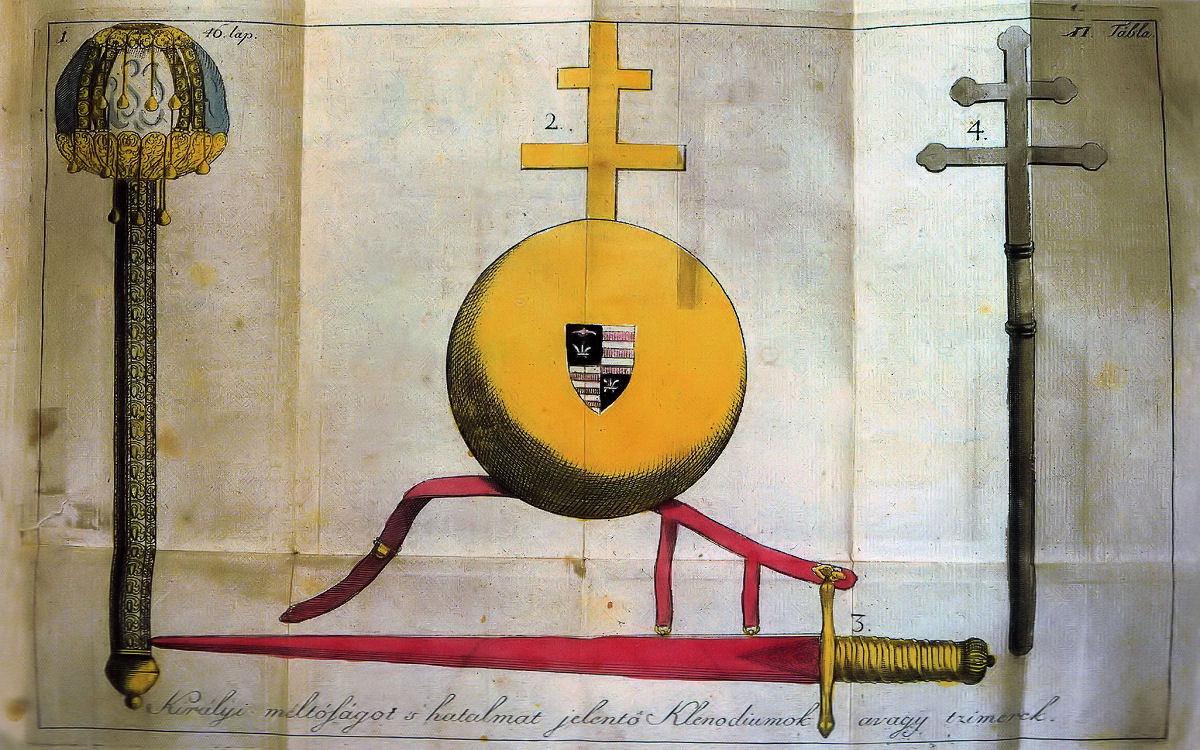
A koronázási ékszerek ábrázolása Decsy Sámuel 1792-ben készült könyvében

Az Egyesült Államokból 1978. január 6-án történt hazahozatala után, 1980-ban egy négytagú mérnökcsoport Ferencz Csaba vezetésével, majd később két aranyműves, Ludwig Rezső és Csomor Lajos is vizsgálhatta. Az ő nézetük szerint a Szent Korona egységesen kivitelezett ötvösmű. Kialakításának ötvösszakmai sajátosságai alapján nem készülhetett sem Nyugat-Európában, sem Bizáncban. Az ékszerek kimunkálása alapján szerintük kaukázusi ötvösműhely remeke lehet, ahol a belső-ázsiai, iráni és mezopotámiai stílusok ötvöződtek. Megjegyzendő, hogy a véleményüket egyáltalán nem támasztják alá bizonyítékok, és ezért egyáltalán nem számít meghatározónak a történészek között.
A korona pontos keletkezési helye és ideje azonban még mindig vitatott. Egyes kutatók a keletkezést a 4-10. század közé teszik, szerintük első viselője Attila király is lehetett, míg készítési helyéül párthus, hun, grúz ötvösműhelyek kerülnek szóba. (Arra, hogy egy pogány király, mint Attila, miért viselt volna keresztény szentekkel telehintett koronát, ezek az elképzelések nem térnek ki.)
A Szent Korona Magyarországra érkezéséről is rengeteg, kalandosabbnál kalandosabb elképzelés született. A legismertebb, népszerű elmélet szerint II. Szilveszter pápa küldte Szent István 1001-es koronázására. Más vélemények szerint I. István Grúziából rendelte magának, míg a legkevésbé ismert elmélet szerint egy kaukázusi műhelyben készítették, és az avaroké volt. Mértékadó lehet az ötvösmesterség történetét is figyelembe vevő Csomor Lajos, aki a korban használatos ötvösmódszerek és díszítmények alapján kárpát-medencei, 7-8. századi avar ötvösműhelyt valószínűsít. Nagy Tudum avar kagán 796-os aacheni látogatása alkalmával vitte ajándékba Nagy Károlynak, akit 800-ban III. Leó pápa ezzel koronázott meg. 1000 húsvétján III. Ottó császár megtalálta Nagy Károly sírját és benne a koronát, amelyet elvitt II. Szilveszter pápának, aki ezt küldte Szent Istvánnak. Ennek egyszerűbb és hihetőbb verziója szerint az avar kagán koronáját a kincstárban őrizték egészen addig, míg maga Ottó el nem küldte azt Istvánnak, amely gesztussal megerősítette, hogy elfogadja az avarok örökösének.
A Szent Korona, amennyiben azonos lenne I. István koronájával, 55 magyar király fejét érinthette. Csak három király nem volt megkoronázva: I. Ulászló, János Zsigmond ellenkirály, aki csak névleg uralkodott és 1570-ben le is mondott, valamint II. József, a „kalapos király”, aki nem koronáztatta meg magát. A Magyar Királyság ezer éve alatt a Szent Korona is kalandos történelmet élt meg. Az Árpád-házi királyok idején Székesfehérváron őrizték, később Visegrádon is, a török hódoltságtól kezdve pedig Pozsonyban.

#### A Szent Korona mervi születésének elmélete
Thúry József 1893-ban publikált, Török történetírók című munkájában közölt megállapítása szerint Ibrahim Pecsevi török történetíró „azt állítja, hogy ő hallotta a magyaroktól ezt a nyilatkozatot: a korona 3000 esztendős; Iszkendertől (Nagy Sándor) örökölte Nusirván (Kürosz) s ettől szállott mi reánk. Továbbá Mohammed Emin nagyvezír 1768-ban azt írta Kaunitz herczegnek, hogy az osztrák császár mint a Nusirván idejéből maradt korona örököse egyedül érdemli meg az imperator czímet.”

## Története

### 14–18. század

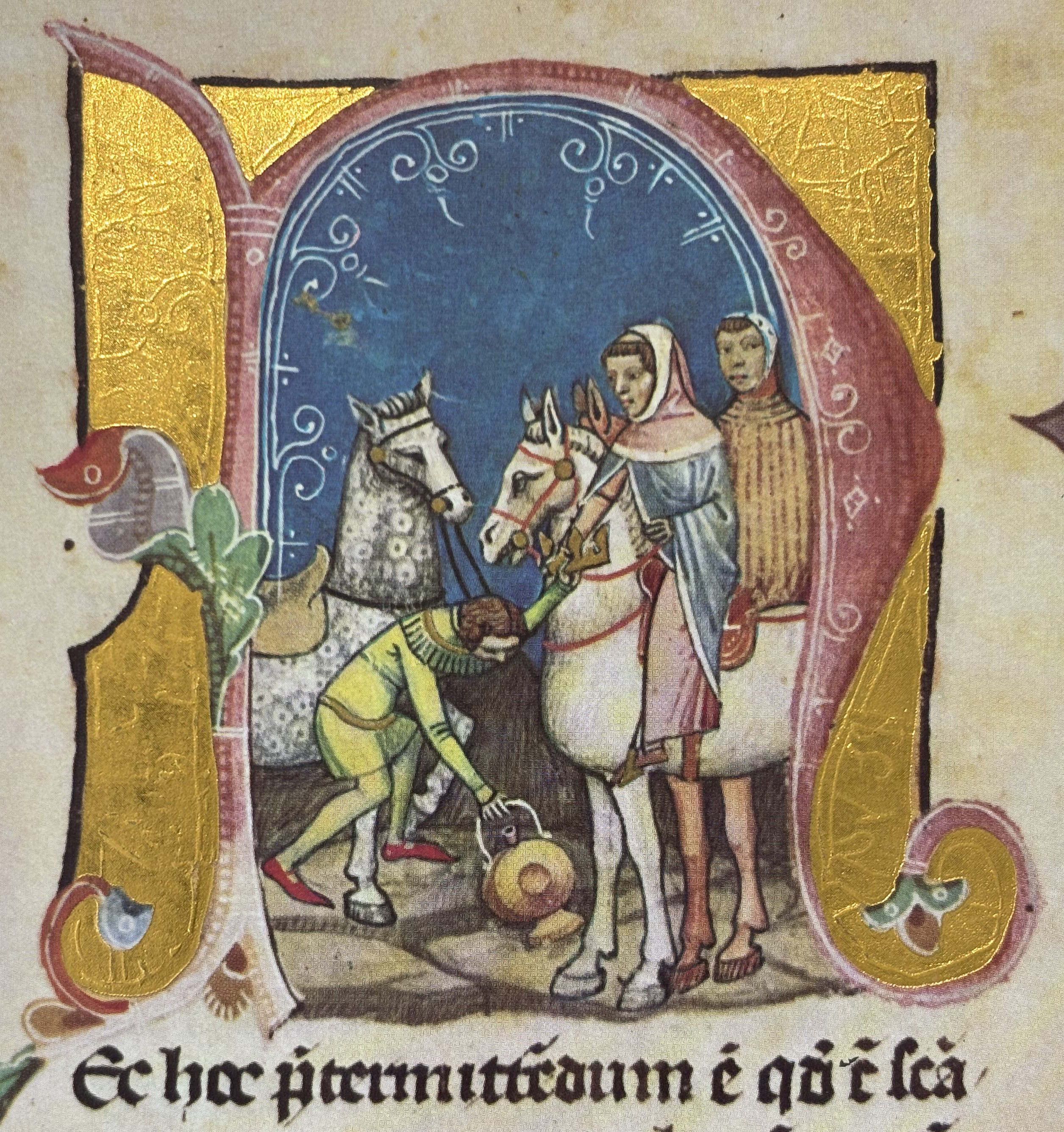
Bajor Ottó megtalálja a Szent Koronát. Miniatúra, Képes krónika

Az Árpád-ház kihalása után a magyar trónra került fiatal korú Vencel király helyzete hamar kilátástalanná vált, ezért apja, II. Vencel cseh király 1304-ben fiát és a koronázási ékszereket Prágába vitte. 1305. június 21-én történt halála után az 1305. augusztus 18-án megkötött német-cseh béke egyik feltétele volt, hogy az utód III. Vencel lemond a magyar trónról és a koronázási jelvényeket visszaszolgáltatja. I. Albert német király nem saját magának követelte a Szent Koronát, hanem azt anyai unokaöccsének, Károly Róbertnek kívánta juttatni. Vencel ennek a feltételnek eleget is tett, 1305. október 9-én Brünnben ünnepélyesen lemondott a magyar trónhoz való jogáról, de azt a koronával együtt szövetségesének, Bajor Ottónak adta át. Ottó Magyarországra jövetele nem volt veszélytelen, mert III. Habsburg Rudolf osztrák herceg megkísérelte a Magyar Királyságra vezető utakat elzárni előle. Hogy a feltűnést elkerülje, Ottó (a Képes krónika ábrázolása szerint) egy nagyobb kulacshoz hasonló csobolyót készíttetett és abba rejtette a Szent Koronát. Egy éjszaka folyamán a csobolyó a földre esett és a visszaforduló Ottó csak másnap este találta meg. A Képes krónika írója égi jelként értékelte az esetet:
Ezt sem kell elmellőznünk, hogy, midőn a Szent Koronát az említett Ottó herczeg Magyarországba hozta, azt ellenségeitől való féltében esztergályos mesterséggel egy csobolyóba rejteté. S amint embereivel csendes éjtszaka lovagolt, az országúton, melyen sok vadász keresztül megy vala, a csobolyó a nyeregkápából a szíjak, melyekkel kulacs módjára föl vala kötve, véletlenül elódzván úgy elveszett, hogy senki észre nem vette. Azután viradat felé, amint látták hogy az a drága kincs oda van, nagy ijedten vissza nyargalának, amily sebesen csak nyargalhatának, és sok ember közt áthaladván a koronát, melyet senki meg nem talált, az országút közepén a földön heverve meglelék. Talán késő estve veszett volt el s más nap, mint bizonyos, estve felé találták meg. Valóban el nem hallgatandó csuda eset. Mert mit értsünk abból, hogy az a korona elveszett, ha nem azt, hogy az a herczeg nem viselhette ezt a koronát haláláig, hanem elvesztette fejéről magát a koronát s egyszersmind becsületét is. S mit jelent az, hogy senki más meg nem találta, hanem csak azok akik viszik vala, ha nem azt, hogy Magyarország angyal adta koronájától meg ne fosztassék.

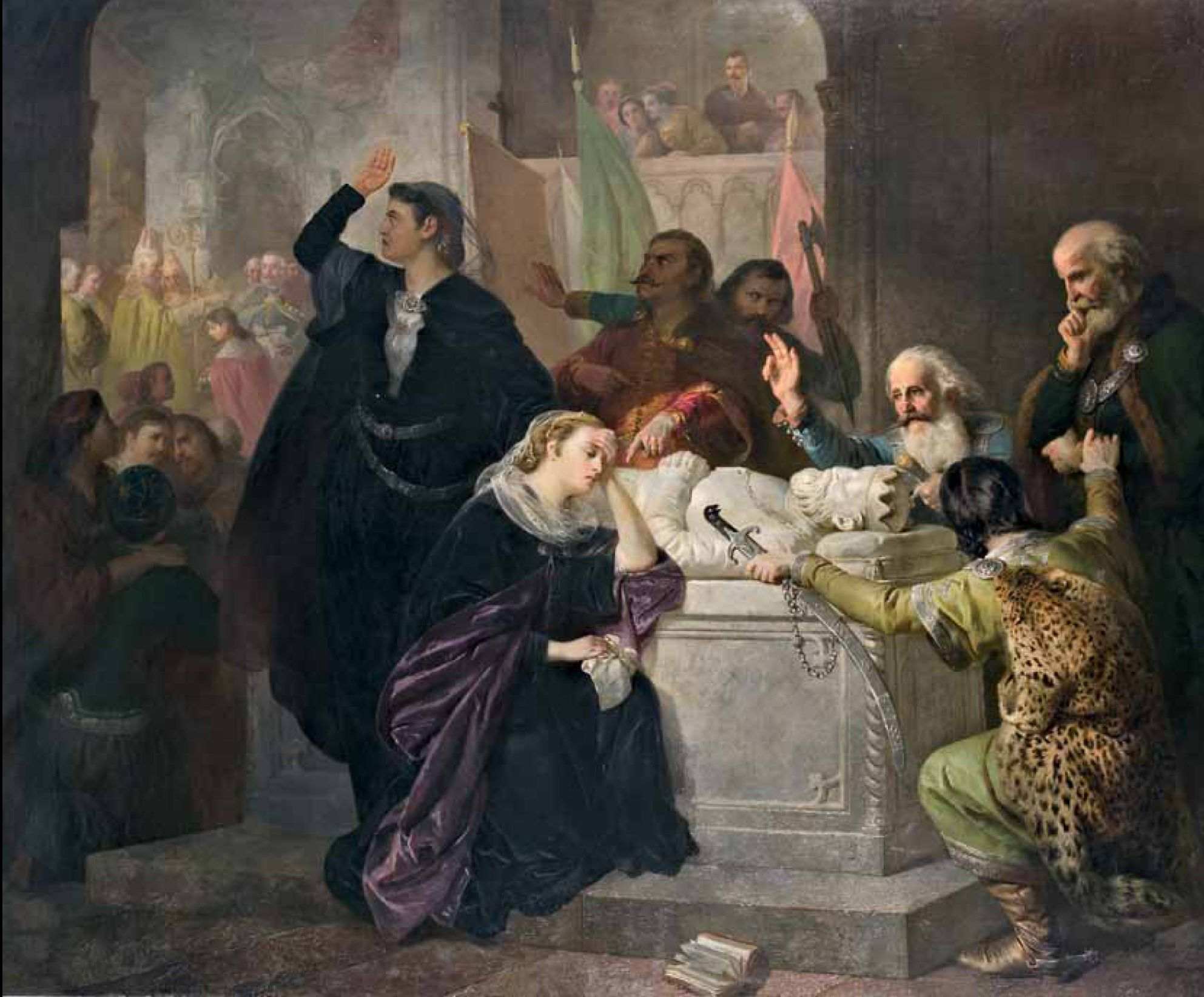
Mária királynő és Bosnyák Erzsébet anyakirályné gyászol Nagy Lajos sírjánál, háttérben a Szent Koronával történő II. Kis Károly koronázása.
Molnár József, 1880-as évek

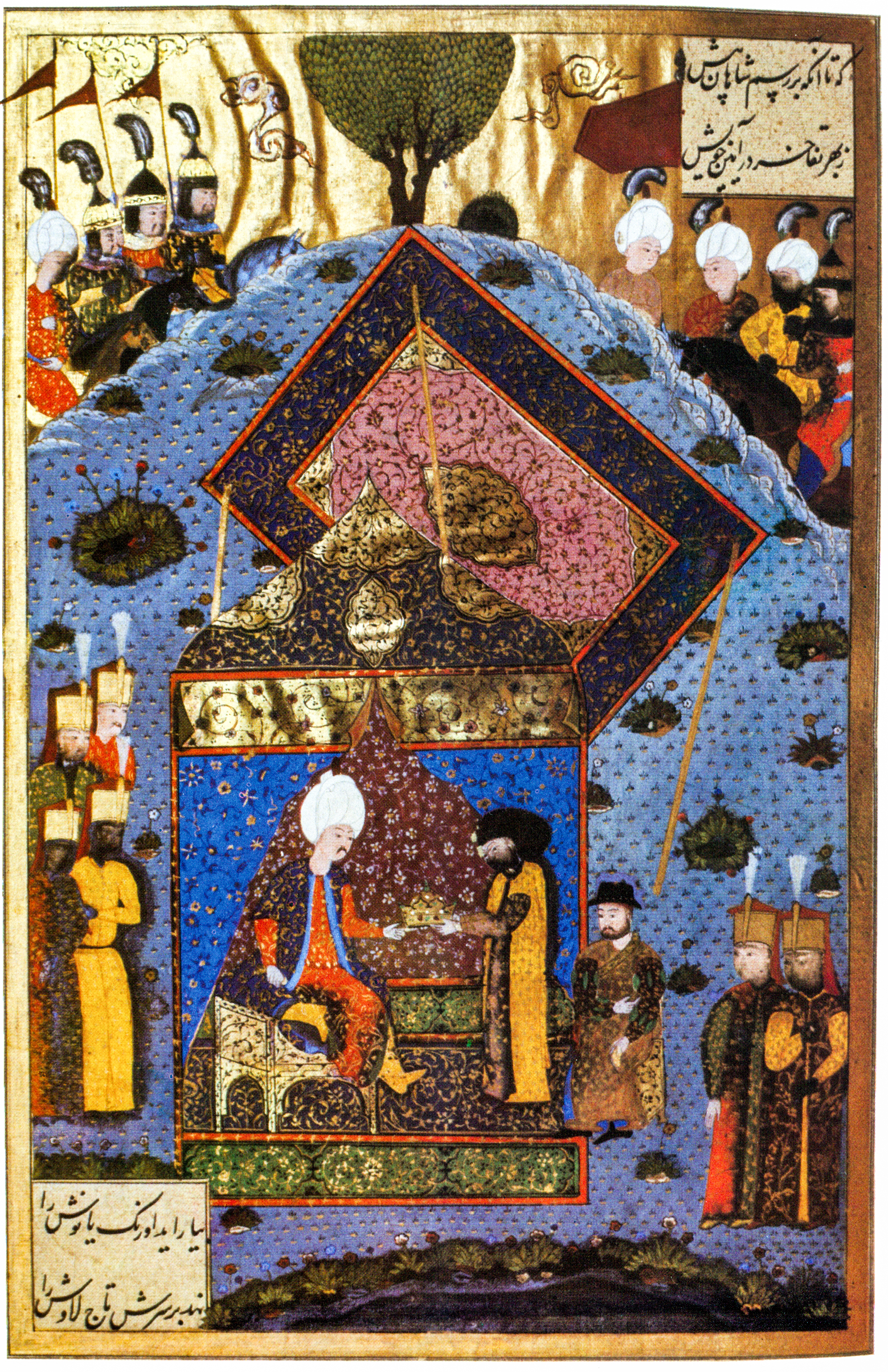
I. Szulejmán oszmán szultán átadja a Szent Koronát Szapolyai Jánosnak (16. százai török miniatúra)

1307 elején Ottó Erdélybe indult, a források egy része szerint az őt támogató erdélyi németekkel akarta kapcsolatait erősíteni, más források szerint feleségül kívánta venni Kán László erdélyi vajda leányát. Kán László elfogta a magyar királyt a nála lévő Szent Koronával együtt. Ottó csak néhány hónapos rabság után, váltságdíj ígéretével szabadult és feladva magyarországi uralmi terveit Bajorországba távozott. 1309. június 15-én Budán Tamás esztergomi érsek királlyá koronázta I. Károly Róbert királyt, de mivel a Szent Korona még mindig az erdélyi vajda kezében volt, alkalmi koronát használt hozzá. Ezzel több hagyományt is megsértett, mert a magyar szokásjog csak a Székesfehérvárott, az esztergomi érsek által és a Szent Koronával történt koronázást ismerte el érvényesnek. Kán László csak az egyházi átok hatására adta át a koronát, így Károly Róbertet 1310. augusztus 20-án ismét megkoronázták, ezúttal minden előírást betartva.
A korona körüli bonyodalmak I. Nagy Lajos király halála után kezdődtek újra. Durazzói Károly nápolyi király 1385-ben a magyar trónra tört, kihasználva a magyar belviszályokat, megszerezte a koronát, és 1385-ben királlyá koronázta magát. Bosnyák Erzsébet anyakirályné azonban Garai Miklós nádor segítségével elfogta, majd megölette Károlyt, akit még a pápa is kiátkozott. Ezt követően a korona Mária, Zsigmond, majd Albert királyaink, illetve a királyi kincstár birtokában volt. Albert király halála után 1440. február 21-ére virradó éjjel a korona „krimibe illő” viszontagságokon esett át. Kottanner Jánosné, Luxemburgi Erzsébet királyné udvarhölgye, kesselőkői Liptai Bálint és szolgája segítségével Visegrádon ellopta a koronát, és egy vánkosba rejtve Komáromba vitte. Ezzel lehetővé tette V. László megkoronázását, a korona Frigyes császár kezére jutását, és meghiúsította I. Ulászló megkoronázását. Emiatt, 1440. július 17-én I. Ulászló királyt egy alkalmi koronával koronázták meg, amelyet I. István székesfehérvári ereklyetartójáról szereltek le. A két király miatt az országban polgárháború tört ki, amelyből I. Ulászló került ki győztesen, de ő az 1444-es Várnai csatában elesett.
A korona 1463-ban Bécsben volt, amikor I. Corvin Mátyás király megkötötte III. Frigyessel a bécsújhelyi megállapodást, amelynek értelmében 80 000 aranyforintért visszakapta tőle a Szent Koronát, és azzal 1464. március 29-én Székesfehérvárott megkoronázták. Az 1526-os mohácsi csatavesztés után Perényi Péter koronaőr a török elől Trencsénbe vitte a Szent Koronát. Az 1526. évi székesfehérvári országgyűlés november 10-én Szapolyai Jánost választotta királlyá, és november 11-én I. János néven meg is koronázták a városban. A koronázást követően Perényi Péter koronaőr ahelyett, hogy az idő tájt megszokott helyére, a visegrádi várba vitte volna a koronát, Füzérre szállíttatta és ott rejtegette. 1527. november 3-án Habsburg Ferdinándhoz pártolt és a magyar koronát kiszolgáltatta az osztrák főhercegnek, aki az érvényes államszerződések értelmében törvényes trónigénylő volt. Jutalmul Sárospatakot és az egri püspökség javainak haszonélvezetét kapta. Perényi 1527. november 11-én Székesfehérvárott újra letette a koronaőri esküt, aminek fennmaradt a szövege:
A rám ruházott tisztséget ellátom, a Szent Koronát és tartozékait társammal, István nádorral együtt Visegrád várában hűségesen megtartom és megőrzöm. A várban levő várnagyomat és más embereimet hűségben tartom, s szorgalomra intem. István nádornak sem nyíltan, sem titokban, sem csellel nem ártok, sőt minden erőmmel megvédem tisztségét, és hasznát előmozdítom. A szent koronát István nádor akarata és beleegyezése nélkül Visegrád várából semmi szín alatt el nem viszem. A várban levő várnagyomat a nádor tudta nélkül ki nem cserélem; ha erre mégis szükség lenne, új várnagyot csak a nádor tudtával állítok. Sohasem tartok nagyobb számú katonát a Visegrádi várban, mint testvérem, kivéve, ha a vár vagy a korona veszélybe kerülne. Ebben az esetben is nagyobb számú emberemet közös felügyelet alá helyezem. Isten engem úgy segéljen és minden szentjei.

Ferdinánd koronázását 1527. november 3-án tartották Székesfehérvárott, Podmaniczky István nyitrai püspök közreműködésével, mivel ő volt a rangidős főpap, amíg az esztergomi érsek és veszprémi püspök nem volt felszentelve. A felesége, Jagelló Anna királyné koronázására másnap, azaz november 4-én került sor, szintén Fehérvárott, és akit szintén a nyitrai püspök koronázott meg a fent említett okok miatt. Ez volt az utolsó székesfehérvári királykoronázás. Ferdinánd megkoronázása után Perényi először Siklós várába vitte a koronát, majd 1529-ben néhány száz fős kísérettel, Sárospatakra hurcolta. Útközben azonban Szapolyai hadvezére, Szerecsen (Zerechen) János tolnai főispán rajtaütött a Szent Koronát szállító csapaton. Szerecsen a koronát átadta Szapolyai János király egy másik hívének, lindvai Bánfi Jánosnak és ezután azt a szlavóniai Körös vármegyében fekvő Šopron nevű várában őrizték. Ezzel Szapolyai János választott magyar király kezébe került a Szent Korona, aki nem sokkal később I. Szulejmán török szultánnak „továbbajándékozta”. Perényivel együtt, aki ezután visszaadta Szapolyainak.

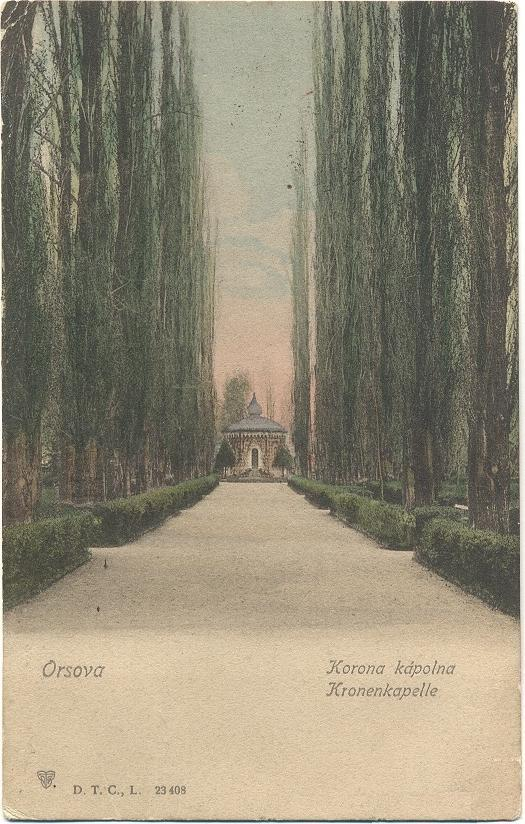
Képeslap a Szent Korona 1853-as orsovai megtalálási helyén emelt kápolnáról

### Az 1848-as forradalom idején
1848. december 30-án Kossuth Lajos, a Honvédelmi Bizottmány elnöke, Magyarország kormányzója nyílt rendeletet intézett Bónis Sámuel képviselőhöz, melyben mint országos biztost megbízta, hogy a koronát budai őrzési helyéről szállíttassa Debrecenbe, ahová a kormány is költözik.
„Az ellenség közeledvén a főváros felé… a kormány kötelességének tartja a koronát minden esetre biztosítani. Ennélfogva képviselő úr ezennel kirendeltetik, s kötelességévé tétetik Ürményi Ferenc koronaőr őexellenciáját azonnal felszólítani, hogy az országos biztos úrral együtt s egyetértőleg az ország szent koronáját s egyéb koronázási insigniáit (jelvényeit) azonnal a koronaőrségből még itt lévő legénység őrizte mellett egyelőre Debrecenbe… elszállítani.”
– Részlet Kossuth Lajos rendeletéből
A Szent Koronát vonattal szállították Szolnokig, majd onnan szekéren tovább vitték a debreceni városházára. A Szent Korona a háborús veszély elmúltával újra a budai várba került. 1849 nyarán azonban, Pest kiürítésekor újra a Szent Korona menekítését kellett előkészíteni. A fontos feladattal kapcsolatosan Kossuth Lajos kormányzó, Szemere Bertalan belügyminiszter, és Duschek Ferenc pénzügyminiszter egyeztettek és a koronaékszerek elszállítása mellett döntöttek. A Szent Korona, a koronaőrség nélkül, Szegedre majd Nagyváradra, később Aradra került. A Szent Koronát menekítők 1849. augusztus 15-én érkeztek Orsovára, ahol „A Fehér Bárányhoz” címzett fogadóban szálltak meg. Mivel az országhatár átlépése a koronával nem volt lehetséges, Szemere Bertalan miniszterelnök és belügyminiszter az ékszerek elrejtése mellett döntött. Augusztus 23-án a magyar határ közelében elásták a koronát rejtő ládát és a rejtekhely közelében lévő fán egy jelet hagytak, majd a helyszínről térképet készítettek. Kossuthot az emigrációban, utólag tájékoztatták az elrejtés tényéről. A szabadságharc leverése után az osztrák rendőrség egy bizottságot hozott létre a Szent Korona kutatására és 1853. szeptember 8-án megtalálták a koronázási ékszereket rejtő ládát. A Szent Korona és a jogar viszonylag sértetlen volt, de a koronázási kard elpusztult, a palást átázott és kifakult. Ezt követően a korona ismét Budára került és a második világháború utolsó időszakáig a várban őrizték.

### A 20. században

#### A Koronaőrség feladatairól szóló törvény
Az utolsó magyar koronázás napján, 1916. december 30-án koronázták meg Budapesten IV. Károlyt, és feleségét, Zita Bourbon–parmai hercegnőt. A koronázók Csernoch János esztergomi érsek és gróf Tisza István voltak. A Tanácsköztársaság uralma alatt 1919-ben, megszüntették a Szent Korona és a koronázási jelvények korábbi őrzésének törvényét, melyet csak 1920-ban állítottak vissza.
A későbbiekben 1928. évi XXV. törvénycikk rendelkezett a koronaőrség feladatairól és jogállásáról.

#### A korona története a második világháború idején
A Szent Korona útja a világháború végén: Veszprém, Kőszeg, majd Velem, újra Kőszeg, 1945 márciusában az ausztriai Mariazell, majd Mattsee, Zelhoff, Augsburg.

##### Budapest, Veszprém, Kőszeg
Báró Radványi Albert koronaőr visszaemlékezése alapján ezután a következők történtek:
Már 1944 októberében Lakatos Géza miniszterelnök, és Radvánszky Albert báró, valamint Perényi Zsigmond báró koronaőrök között a Kormányzó utasítására tárgyalások folytak a korona elhelyezése ügyében. Három felmerülő lehetőség közül – részint a sürgősségre való tekintettel – október 10-én a korona várban történő elásását választották. A miniszterelnök jelenlétében felesküdtek a titokra, majd a koronát éjszaka ásták el.
1944. október 15-én a kormányzó kiugrási kísérletét követően, a Nyilaskeresztes Párt – Hungarista Mozgalom hatalomátvétele után Szálasi Ferenc kívánságára és intézkedésére a koronát a várba kellett vinni, ezért titokban ki kellett ásni. A nemzetvezető a várban felesküdött a koronára (november 4.).
„Az eskütétel után a Szent Korona úgyszólván csak órákra került vissza az óvóhelyre, mert a harctéri helyzet miatt Szálasi Ferenc miniszterelnök hirtelen elhatározására 6-án délután 2 órakor a többi koronázási jelvényekkel együtt – a palást kivételével – szinte váratlanul Veszprémbe szállíttatott, ahol a Nemzeti Bank (…) óvóhelyén helyezték el.”

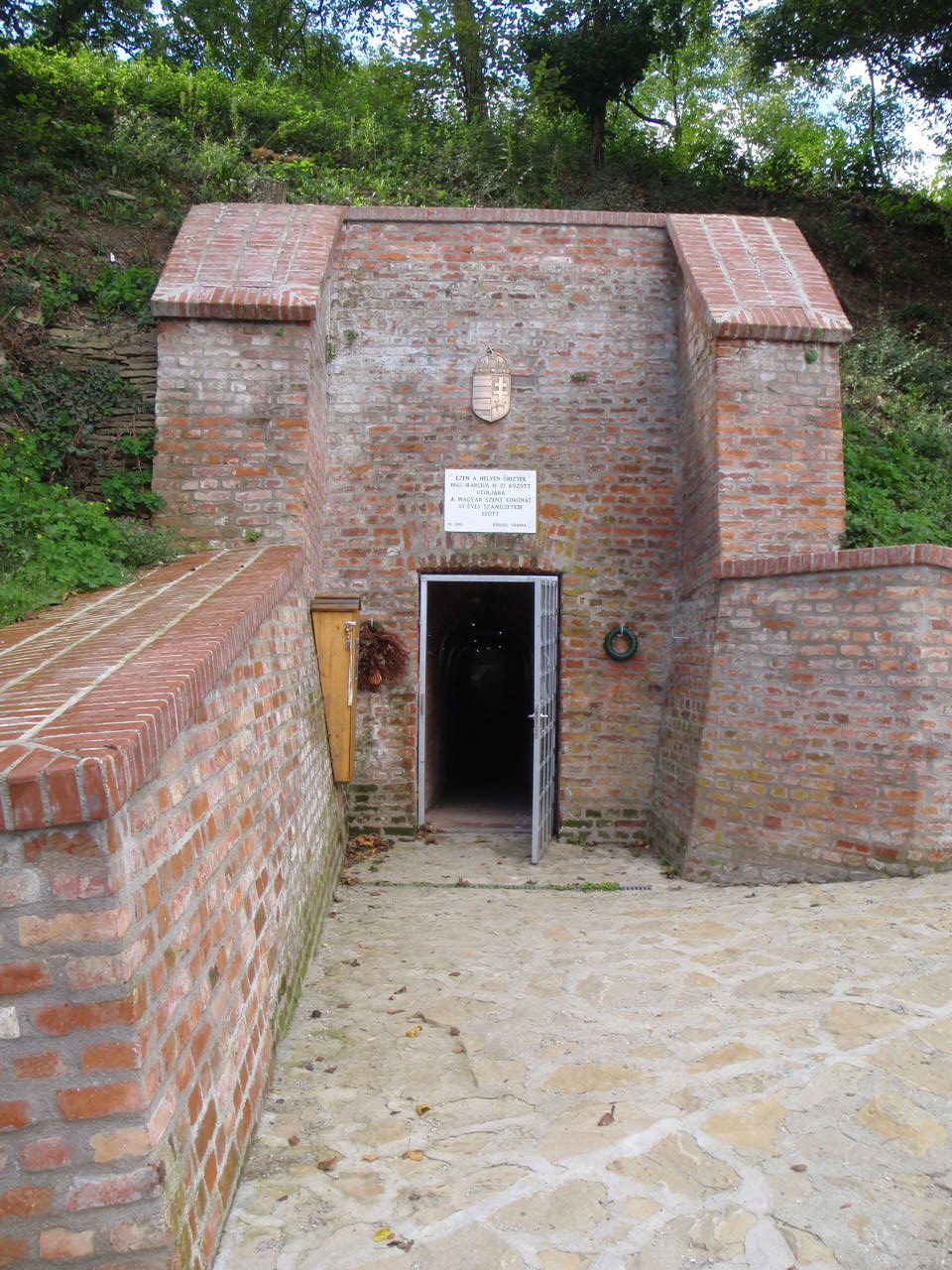
Kőszeg, Kálvária utca, a Szent Korona őrzőhelye: 1945. március 18–27., ma látogatható kiállítás

Ezt követően tárgyalások indultak – részint a koronázási palást Pannonhalmán történő elhelyezése ügyében, ill. – a koronaőrök (itt a visszaemlékező báró és társa szerepel) javaslatára, hogy a Szent Koronát és az ereklyéket ugyancsak Pannonhalmán, a Nemzetközi Vöröskereszt védelme alá helyezzék el. A távollévő miniszterelnököt helyettese, Szöllősi Jenő képviselte, míg minden intézkedés véghezvitelénél is ő volt jelen. A felmerült ellenérv az volt, hogy a Vöröskereszt „területenkívüliséget” jelent, vagyis diplomáciai lépéseket, eszerint időbeli elhúzódást jelent. A koronaőrök lépéseket tettek az időbeliség felgyorsítás irányába, majd konkrét ígéretekkel megtámasztva beadvánnyal fordultak a miniszterelnökhöz. Ugyanakkor sürgős meghívásra a miniszterelnök-helyettesnél kellett jelentkezniük (december 4.), ahol a megtudták, hogy a miniszterelnök utasítására – tekintettel az 1928. évi XXV. törvénycikk] 2. §.-ban foglaltakra – a koronát azonnal Kőszegre szállítják. A paragrafus szerint a törvény „fenyegető veszély esetén az intézkedés jogát a miniszterelnök hatáskörébe utalta”.
A koronaőrök elhatárolták magukat az intézkedéstől. A báró szavaival „…azt a feltevést ébresztette fel bennünk, hogy a Szent Koronának Kifejezett akaratunkkal szemben, tudtunkon kívül hirtelen Kőszegre szállítása az országhatár felé tett első lépésnek tekinthető.” Mérlegelték a törvény 3. § adta lehetőséget is, ami szerint az Országgyűléshez fordulhatnak amennyiben „súlyos aggály” merül fel, ami szerint az intézkedést „lelkiismeretükkel össze nem férőnek vagy koronaőri esküjükbe ütközőnek tartanák”. Megítélésük szerint azonban a soproni országgyűlést nem tekinthették törvényesnek, illetve attól tartottak, inkább felhívják a figyelmet a Szent Koronára, mint a védelmét szolgálnák.

##### Kőszegtől Mattseeig; Augsburg
A korona útja ezt követően Pajtás Ernő koronaőr emlékezései (1970) [P] és Csontos István koronaőr nyilatkozata (1977) [Cs] alapján:
Kőszegről Velembe szállították, végül 1945 márciusában az ausztriai Mariazellbe, majd onnan Mattseebe vitték, és ott megint elásták. Kőszegre december 4-én érkezett, ahol egy ottani zárdában őrizték; Velembe december 17-én szállították át, ahol egy hegyoldalba beépített légvédelmi óvóhelyre vitték, ezt követően újra Kőszegre került vissza (március 18.) az ottani óvóhelyre. 1945. március 27-én hagyta el a Szent Korona Magyarország határát. [P]
„Egyszerű Hangya teherautón vittük a Semmeringen át Mürzstegbe. Innen Mariazellbe. Április 5-én Attersee községben, s végül április 7-én voltunk Mattseeben! (…) A front közeledése miatt április 26-ról 27-re virradó éjszaka felnyitottuk a nagy ládát és kivettük a Szent Koronát, a jogart és az országalmát. A kincsek eredeti bőrtokjukban nyugodtak (…) belehelyeztem őket egy kettévágott katonai benzines hordóba. A ládában csak a kardot hagytuk. (…) Egy sziklafal előtt (…) mély gödröt ástunk, beletettük a hordót és betemettük a helyet is, hogy az ásásnak semmi nyoma nem maradt. A sziklafal könnyen felismerhető volt. Környéke lakatlan! Május 2-án mentünk Zellhofba, a missziósházban a priornál jelentkeztünk. A prior 6-án értesítette az amerikai parancsnokságot jelenlétünkről. Délután jeepen kijött G. Granville amerikai hadnagy… A teherautóval együtt mentünk Augsburgba a 7. amerikai hadsereg kihallgatási központjába.” [P]
Úgy a korona szállításánál, mind annak elásásánál jelen volt Szöllősi Jenő miniszterelnök-helyettes (kísérettel). „hallottuk… Szálasi azt mondta, itt várja be az amerikai haderőt és nem megy innen sehova.” [Cs]
A koronaőrök az amerikai hadsereg fogságába kerültek. Augsburgban a fogságba került valamennyi, környéken elfogott magyar látható volt, köztük Szálasi is, akit azonban később külön szállítottak. [Cs]
A ládát, elismervény ellenében adták át, de annak kinyitása nem tűnt sürgősnek. Amikor sor került volna rá, kiderült, hogy az ehhez szükséges kulcsok nincsenek meg, a láda kinyitása késedelmet szenvedett. Három kulcs volt, 1945. július 24-én lett meg valamennyi. Amikor a ládát kinyitották, kiderült, hogy szinte üres, csak a kardot találták benne. Pajtás Ernő parancsnokot felelősségre vonták, aki elmondta, ismert a korona helye, meg is mutatta, hol ásták el. Az ereklyéket kiásták, „…épen, baj nélkül, csak a bőrtokok mentek tönkre.” [P] „Az ékszerek sajnos iszaposak voltak, beiszaposodtak.” (Borbély alhadnagy és Paizs főtörzsőrmester beszámolója szerint.) [Cs]

##### Augsburg, Frankfurt, USA
A korona és az ereklyék Augsburgból a frankfurti bank trezorjába kerültek, innen az Amerikai Egyesült Államokba vitték. Itthon az 1946-os I. törvénycikk szerint Magyarország mint királyság megszűnt, új államformája a köztársaság lett. 1953-tól 1978-ig a koronát az USA Kentucky államában, Fort Knox katonai támaszponton tárolták.

#### A korona visszaszolgáltatása
A politikai enyhülés idején, 1978. január 5-én, Jimmy Carter elnöksége alatt a magyar Szent Korona a koronázási jelvényekkel együtt ismét hazai földre kerülhetett. Január 6-án a Parlamentben Cyrus Vance amerikai külügyminiszter kis ünnepség keretében átadta ezeket Apró Antalnak, az Országgyűlés akkori elnökének, és a magyar nép meghívott képviselőinek. Az eseményen jelen volt a hazai kulturális élet számos ismert személyisége, pl. Illyés Gyula író, Varga Imre szobrász és Kocsis Zoltán zongoraművész. Az államvezetés részéről Lázár György miniszterelnök és helyettese, Aczél György volt ott. A koronát és a jelvényeket restaurálás után a Magyar Nemzeti Múzeumba vitték, két évtizeden át itt állították ki.
A koronát hangsúlyozottan a magyar népnek kívánták visszaadni, ezért Kádár János nem lehetett jelen a repülőtéri fogadáson és az átadó ünnepségen, azonban az amerikai magyar emigránsszervezetek és egyes ottani kormánykörök így is tiltakoztak, mivel a kommunista diktatúra legitimálását látták benne. Az eseményt kétórás késleltetéssel „közvetítette” a Magyar Televízió, mert a pártvezetők féltek az amerikai külügyminiszter szavait egyenes adásban sugározni.

### A 2000. évi. I. törvény, Szent István államalapításának emlékéről és a Szent Koronáról
1999. december 21-én az Országgyűlés elfogadta a Szent István államalapításának emlékéről és a Szent Koronáról szóló 2000. évi. I. törvényt, melynek értelmében a Szent Koronát 2000. január 1-jén ünnepélyes keretek között (a jogarral és az országalmával együtt) a Parlament kupolacsarnokába szállították át. A koronázási palást a Magyar Nemzeti Múzeumban maradt.
2001. augusztus 15-én, Nagyboldogasszony napján a millenniumi ünnepségsorozat keretében hajón Esztergomba vitték, ahonnan – rövid tiszteletadás után – visszakerült az Országházba. Az Országgyűlés 2010. december 20-án megalkotta a honvédelemről és a Magyar Honvédségről szóló 2004. évi CV. törvény módosítását. A módosítás értelmében a Magyar Honvédség feladatai közé került a Szent Korona, valamint a hozzá tartozó koronázási jelvények őrzése, fegyverhasználati joggal. A Honvéd Koronaőrség 2011. május 30-án tette le a koronaőr esküt és vette vissza a Szent Korona őrzését.
Ünnepélyesen esküszöm, hogy a Magyarország alkotmányos állami folytonosságát megtestesítő Szent Koronát minden körülmények között, minden veszélytől megóvom és állhatatosan őrzöm, illetéktelen kézre jutását életem árán is megakadályozom.

## A millenniumi Szent Korona-emléktörvény
Az államalapítás ezeréves évfordulója alkalmából a Magyar Köztársaság Országgyűlése megalkotta a 2000. évi I. törvényt Szent István államalapításának emlékéről és a Szent Koronáról.
A törvény fontosabb rendelkezései:
- A Szent Korona a magyar állam folytonosságát és függetlenségét megtestesítő ereklyeként él a nemzet tudatában és a magyar közjogi hagyományban.
- Az államalapítás ezeréves évfordulója alkalmából Magyarország méltó helyére emeli a Szent Koronát, és a nemzet múzeumából a nemzetet képviselő Országgyűlés oltalma alá helyezi.
- 4. § (1) A Szent Koronának és a hozzá tartozó jelvényeknek a védelmére és megóvására, valamint a velük kapcsolatos intézkedések megtételére az Országgyűlés Szent Korona Testületet (a továbbiakban: Testület) hoz létre.
- 5. § (1) A Testület tagja a köztársasági elnök, a miniszterelnök, az Országgyűlés elnöke, az Alkotmánybíróság elnöke és a Magyar Tudományos Akadémia elnöke. A Testület elnöke a köztársasági elnök.

Ezeken túlmenően a törvény meghatározza a magyar koronázási jelvényeket, szabályozza a Testület feladatait, lehetővé teszi a koronázási jelvények tudományos vizsgálatát, és hiteles másolatok készítését.

## A Szent Korona a kultúrában
Mint az egyik legismertebb magyar történelmi ereklye, számos műben jelenik meg a Szent Korona.
- Ez szimbolizálja Magyarországot és a magyarokat az 1935-ben felavatott és a népligeti Lengyel sétányon álló Lengyel légionisták emlékművén. A kompozícióban együtt jelenik meg a lengyel sassal.[61]
- A 2001-ben megjelent Sacra Corona című film, vagy Az alkimista-kódex című 2008-as kalandregénynek, Fonyódi Tibor: A korona hatalma című regényének egyaránt egyik központi eleme.
- A Szent Korona Rádió 2006-ban alapított egész nap sugárzó internetes „nemzeti radikális” rádió. Célja a magyar kultúra népszerűsítése, elsősorban magyar népdalok, magyar költők verseinek, novelláinak, írásainak segítségével.
- 2013-ban jelent meg Kondor Vilmos A másik szárnysegéd című 1944-45-ben játszódó kalandregénye, amelynek középpontjában a koronának az országból történő kimenekítése és elásása, valamint megtalálása áll.
- 2016 szeptemberében mutatták be a Pálffy Géza történészprofesszor, az MTA doktora és az általa vezetett MTA BTK TTI „Lendület” Szent Korona Kutatócsoport kutatási eredményeit összegző, a Szent Korona történetét Szent Istvántól az utolsó magyar királykoronázásig (IV. Károly 1916. december 30-ai megkoronázásáig) végigkövető A Szent Korona és koronázási kincseink nyomában című 65 perces filmet, melyet Bárány Krisztián rendezett.[62]